# SK Horácká Slavia Třebíč 2022/2023
SK Horácká Slavia Třebíč 2022/2023 popisuje působení hokejového klubu SK Horácká Slavia Třebíč ve druhé nejvyšší české soutěži v sezóně 2022/2023. Hlavním trenérem klubu je Kamil Pokorný. Třebíč dokázala v tomto ročníku Chance ligy ovládnout poprvé v historii klubu základní část 2. nejvyšší hokejové soutěže v Česku.  Ve vyřazovací fázi došla Třebíč do semifinále, kde nestačila na zlínské Berany a vybojovala bronzové medaile.

## Klub

### Realizační tým
Hlavním trenérem byl Kamil Pokorný, jeho asistenty byli Jaroslav Barvíř a David Dolníček. Trenérem brankářů byl Jaroslav Odehnal.
| Post              | Jméno                      |
| ----------------- | -------------------------- |
| Hlavní trenér     | Kamil Pokorný              |
| Asistenti trenéra | David Dolníček             |
| Asistenti trenéra | Jaroslav Odehnal           |
| Vedoucí mužstva   | Luděk Popela               |
| Kustod — masér    | Martin Mejzlík             |
| Lékařka           | MUDr. Michaela Kremláčková |

## Soupiska

### První tým
| Číslo    | Hráč             | Nár.     | Datum narození a věk       | Zápasy   | Góly     | Asistence | Body     | +/-      | TM       |
| Brankáři | Brankáři         | Brankáři | Brankáři                   | Brankáři | Brankáři | Brankáři  | Brankáři | Brankáři | Brankáři |
| -------- | ---------------- | -------- | -------------------------- | -------- | -------- | --------- | -------- | -------- | -------- |
| 31       | Pavel Jekel      | Česko    | 4. července 1995 (29 let)  | 53       | —        | 1         | 1        | —        | 4        |
| 49       | Jan Mičán        | Česko    | 21. května 2000 (24 let)   | 15       | —        | —         | —        | —        | 2        |
| 66       | Lukáš Vejmelka   | Česko    | 6. června 2004 (20 let)    | 0        | —        | —         | —        | —        | 0        |
| Obránci  |                  |          |                            |          |          |           |          |          |          |
| 7        | Patrik Fajmon    | Česko    | 10. září 2003 (21 let)     | 24       | 0        | 1         | 1        | -2       | 0        |
| 8        | Adam Svoboda     | Česko    | 8. února 2004 (21 let)     | 0        | 0        | 0         | 0        | 0        | 0        |
| 15       | Antonín Bořuta   | Česko    | 26. října 1987 (37 let)    | 56       | 6        | 35        | 41       | +20      | 28       |
| 20       | Michal Furch     | Česko    | 24. března 1998 (26 let)   | 53       | 3        | 5         | 8        | 0        | 14       |
| 21       | Filip Kovář      | Česko    | 21. dubna 2002 (22 let)    | 7        | 1        | 0         | 1        | +3       | 4        |
| 26       | David Tureček    | Česko    | 13. dubna 2001 (23 let)    | 57       | 3        | 6         | 9        | +17      | 17       |
| 33       | Petr Vodička     | Česko    | 16. května 1997 (27 let)   | 19       | 0        | 0         | 0        | -1       | 2        |
| 69       | Lukáš Forman     | Česko    | 11. ledna 1994 (31 let)    | 59       | 4        | 15        | 19       | -15      | 24       |
| 73       | Lukáš Kříž       | Česko    | 18. srpna 1993 (31 let)    | 7        | 0        | 1         | 1        | +1       | 6        |
| 76       | Daniel Poizl     | Česko    | 24. března 2001 (23 let)   | 61       | 2        | 6         | 8        | -4       | 38       |
| 84       | Jiří Hunkes      | Česko    | 31. července 1984 (40 let) | 27       | 1        | 3         | 4        | -4       | 18       |
| Útočníci |                  |          |                            |          |          |           |          |          |          |
| 4        | Matěj Novák      | Česko    | 10. dubna 1999 (25 let)    | 47       | 5        | 7         | 12       | +4       | 18       |
| 9        | Vojtěch Šilhavý  | Česko    | 20. října 1994 (30 let)    | 42       | 3        | 4         | 7        | +1       | 18       |
| 10       | David Dolníček   | Česko    | 11. června 2003 (21 let)   | 0        | 0        | 0         | 0        | 0        | 0        |
| 11       | Miroslav Holec   | Česko    | 8. listopadu 1987 (37 let) | 41       | 10       | 13        | 23       | -4       | 12       |
| 12       | David Michálek   | Česko    | 30. září 1998 (26 let)     | 58       | 10       | 13        | 23       | -6       | 44       |
| 16       | Jakub Malý       | Česko    | 1. dubna 2002 (22 let)     | 40       | 8        | 7         | 15       | -4       | 10       |
| 17       | Daniel Klímek    | Česko    | 3. července 2000 (24 let)  | 18       | 1        | 6         | 7        | -5       | 6        |
| 17       | Václav Krliš     | Česko    | 8. června 1996 (28 let)    | 33       | 5        | 2         | 7        | -2       | 6        |
| 19       | Ivo Sedláček     | Česko    | 12. srpna 2003 (21 let)    | 24       | 1        | 4         | 5        | -2       | 12       |
| 23       | Matyáš Svoboda   | Česko    | 2. ledna 1999 (26 let)     | 60       | 3        | 6         | 9        | +3       | 13       |
| 31       | David Michalčuk  | Česko    | 25. srpna 2003 (21 let)    | 28       | 0        | 2         | 2        | -5       | 4        |
| 44       | Michal Vodný     | Česko    | 12. června 1991 (33 let)   | 51       | 7        | 30        | 37       | +4       | 16       |
| 63       | Radim Ferda      | Česko    | 3. června 1998 (26 let)    | 58       | 8        | 9         | 17       | -3       | 72       |
| 85       | Matěj Psota      | Česko    | 24. ledna 1994 (31 let)    | 55       | 21       | 19        | 40       | +5       | 24       |
| 89       | Ladislav Bittner | Česko    | 18. července 1992 (32 let) | 61       | 25       | 26        | 51       | +12      | 30       |
| 90       | Martin Dočekal   | Česko    | 7. prosince 1990 (34 let)  | 59       | 31       | 33        | 64       | +14      | 16       |
| 91       | Erik Meluzín     | Česko    | 7. března 2002 (22 let)    | 34       | 4        | 4         | 8        | -3       | 8        |

Poznámky
- Kurzívou mají číslo hráči, kteří odešli v průběhu sezony.

## Přípravné zápasy před sezonou
- 9.8.2022 HC Kometa Brno  - SK Horácká Slavia Třebíč 2:3 (1:1, 1:2, 0:0)
- 11.8.2022 HC Motor České Budějovice - SK Horácká Slavia Třebíč 0:4 (0:1, 0:2, 0:1)
- 16.8.2022 SK Horácká Slavia Třebíč - Orli Znojmo 1:4 (1:1, 0:3, 0:0)
- 18.8.2022 LHK Jestřábi Prostějov - SK Horácká Slavia Třebíč 4:2 (2:1, 2:0, 0:1)
- 23.8.2022 SK Horácká Slavia Třebíč - LHK Jestřábi Prostějov 6:5pp (3:1, 2:3, 0:1 — 1:0)
- 30.8.2022 HK Skalica - SK Horácká Slavia Třebíč 3:2sn (0:1, 2:0, 0:1 — 0:0 — 1:0)
- 1.9.2022 SK Horácká Slavia Třebíč - HK Skalica 5:4 (3:2, 1:1, 1:1)

## Chance Liga
Hlavní článek: 1. česká hokejová liga 2022/2023
| Poř. | Tým                      | Z  | V  | VP | PP | P  | VG  | OG  | B  |
| ---- | ------------------------ | -- | -- | -- | -- | -- | --- | --- | -- |
| 1.   | SK Horácká Slavia Třebíč | 52 | 28 | 6  | 3  | 15 | 143 | 118 | 99 |
| 2.   | VHK ROBE Vsetín          | 52 | 31 | 1  | 2  | 18 | 156 | 120 | 97 |
| 3.   | HC RT TORAX Poruba 2011  | 52 | 23 | 9  | 5  | 15 | 167 | 138 | 92 |
| 4.   | LHK Jestřábi Prostějov   | 52 | 25 | 4  | 8  | 15 | 155 | 141 | 91 |
| 5.   | HC Stadion Litoměřice    | 52 | 23 | 6  | 6  | 17 | 164 | 145 | 87 |

| Vysvětlivka        |
| ------------------ |
| Postup do play-off |

### Přehled
| Celkem | Celkem | Celkem | Celkem | Celkem | Celkem | Celkem | Celkem | Celkem | Doma | Doma | Doma | Doma | Doma | Doma | Doma | Venku | Venku | Venku | Venku | Venku | Venku | Venku |
| Z      | V      | VP     | PP     | P      | VG     | OG     | GR     | Body   | V    | VP   | PP   | P    | VG   | OG   | Body | V     | VP    | PP    | P     | VG    | OG    | Body  |
| ------ | ------ | ------ | ------ | ------ | ------ | ------ | ------ | ------ | ---- | ---- | ---- | ---- | ---- | ---- | ---- | ----- | ----- | ----- | ----- | ----- | ----- | ----- |
| 52     | 28     | 6      | 3      | 15     | 143    | 118    | +25    | 99     | 19   | 3    | 2    | 2    | 84   | 49   | 65   | 9     | 3     | 1     | 13    | 59    | 69    | 34    |

#### 1. čtvrtina
| 14. září 2022 17:30 | SK Horácká Slavia Třebíč | 5 : 1 (1:1, 2:0, 2:0) | HC Slavia Praha | KHNP Arena, Třebíč Návštěvnost: 853 |  |

| Zpráva | |                         |                                                  |                                                                       |
| Pavel Jekel | Pavel Jekel | Brankáři                | Roman Málek                                      | Rozhodčí: Robert Čech Přemysl Skopal Čároví: Roman Zídek David Otáhal |
| Vojtěch Šilhavý (Miroslav Holec, Daniel Poizl) 08:21' Matěj Psota (Antonín Bořuta, Michal Vodný) 22:56' David Michálek (Radim Ferda, Lukáš Forman) 26:51' Matěj Psota (Michal Vodný, Martin Dočekal) 50:51' Ladislav Bittner (Antonín Bořuta, Martin Dočekal) 54:55' | Vojtěch Šilhavý (Miroslav Holec, Daniel Poizl) 08:21' Matěj Psota (Antonín Bořuta, Michal Vodný) 22:56' David Michálek (Radim Ferda, Lukáš Forman) 26:51' Matěj Psota (Michal Vodný, Martin Dočekal) 50:51' Ladislav Bittner (Antonín Bořuta, Martin Dočekal) 54:55' | 1:0 1:1 2:1 3:1 4:1 5:1 | 16:12' Maxim Havrda (Jan Závora, Michal Poletín) | Rozhodčí: Robert Čech Přemysl Skopal Čároví: Roman Zídek David Otáhal |
| 4 min | 4 min | Tresty                  | 16 min                                           | Rozhodčí: Robert Čech Přemysl Skopal Čároví: Roman Zídek David Otáhal |
| 34 | 34 | Střely                  | 22                                               | Rozhodčí: Robert Čech Přemysl Skopal Čároví: Roman Zídek David Otáhal |

| 17. září 2022 17:00 | HC ZUBR Přerov | 5 : 2 (2:0, 2:0, 1:2) | SK Horácká Slavia Třebíč | Meo Aréna, Přerov Návštěvnost: 1 036 |  |

| Zpráva | |                         | |                                                                       |
| Michael Petrásek | Michael Petrásek | Brankáři                | Pavel Jekel                                                                                             | Rozhodčí: Tomáš Cabák Ondřej Šudoma Čároví: Pavel Blažek Henrich Kráľ |
| Jakub Svoboda (Robert Černý) 08:52' Tomáš Kudělka (Jakub Svoboda, Tomáš Doležal) 15:35' Jiří Goiš (Filip Doležal) 24:33' David Chroboček (Antonín Pechanec, Daniel Indrák) 36:23' Rok Macuh (Filip Dvořák, do prázdné branky) 59:34' | Jakub Svoboda (Robert Černý) 08:52' Tomáš Kudělka (Jakub Svoboda, Tomáš Doležal) 15:35' Jiří Goiš (Filip Doležal) 24:33' David Chroboček (Antonín Pechanec, Daniel Indrák) 36:23' Rok Macuh (Filip Dvořák, do prázdné branky) 59:34' | 1:0 2:0 3:0 4:0 4:2 5:2 | 43:29' Matěj Psota (Michal Vodný, Antonín Bořuta) 58:15' Ladislav Bittner (Martin Dočekal, Matěj Psota) | Rozhodčí: Tomáš Cabák Ondřej Šudoma Čároví: Pavel Blažek Henrich Kráľ |
| 10 min | 10 min | Tresty                  | 16 min                                                                                                  | Rozhodčí: Tomáš Cabák Ondřej Šudoma Čároví: Pavel Blažek Henrich Kráľ |
| 38 | 38 | Střely                  | 39 | Rozhodčí: Tomáš Cabák Ondřej Šudoma Čároví: Pavel Blažek Henrich Kráľ |

| 21. září 2022 17:30 | SK Horácká Slavia Třebíč | 5 : 4 PP (2:1, 1:1, 1:2 — 1:0) | HC Frýdek-Místek | KHNP Arena, Třebíč Návštěvnost: 713 |  |

| Zpráva | |                                     | |                                                                       |
| Pavel Jekel | Pavel Jekel | Brankáři                            | Vojtěch Mokry | Rozhodčí: Roman Svoboda Lukáš Květoň Čároví: Ondřej Polák Jiří Roupec |
| Ladislav Bittner (Matěj Psota) 00:50' Filip Kovář (Erik Meluzín, Matyáš Svoboda) 11:39' Martin Dočekal (Miroslav Holec, Antonín Bořuta) 36:05' Václav Krliš (Daniel Poizl, Antonín Bořuta) 52:26' Miroslav Holec (Michal Vodný, Lukáš Doudera) 62:57' | Ladislav Bittner (Matěj Psota) 00:50' Filip Kovář (Erik Meluzín, Matyáš Svoboda) 11:39' Martin Dočekal (Miroslav Holec, Antonín Bořuta) 36:05' Václav Krliš (Daniel Poizl, Antonín Bořuta) 52:26' Miroslav Holec (Michal Vodný, Lukáš Doudera) 62:57' | 1:0 1:1 2:1 2:2 3:2 3:3 4:3 4:4 5:4 | 08:19' Vladimír Svačina 29:48' Adam Zeman (Vladimír Svačina, Aleš Sova) 44:55' Štěpán Havránek (Oskar Haas, Michal Hotěk) 59:57' Štěpán Havránek (Alan Lyszczarczyk, Daniel Vrdlovec) | Rozhodčí: Roman Svoboda Lukáš Květoň Čároví: Ondřej Polák Jiří Roupec |
| 14 min | 14 min | Tresty                              | 6 min | Rozhodčí: Roman Svoboda Lukáš Květoň Čároví: Ondřej Polák Jiří Roupec |
| 40 | 40 | Střely                              | 31 | Rozhodčí: Roman Svoboda Lukáš Květoň Čároví: Ondřej Polák Jiří Roupec |

| 24. září 2022 17:00 | SC Marimex Kolín | 3 : 2 (2:1, 0:1, 1:0) | SK Horácká Slavia Třebíč | Zimní stadion města Kolín, Kolín Návštěvnost: 939 |  |

| Zpráva | |                     |                                                                            |                                                                                 |
| Jakub Soukup | Jakub Soukup | Brankáři            | Jan Mičán                                                                  | Rozhodčí: Daniel Jechoutek Tomáš Mejzlík Čároví: Ondřej Bohuněk František Pěkný |
| René Piegl (Zdeněk Král, Zdeněk Čáp) 00:22' Ján Niko (Kryštof Ouřada, Vojtěch Síla) 08:31' Ján Niko (Jan Veselý, Zdeněk Král) 53:49' | René Piegl (Zdeněk Král, Zdeněk Čáp) 00:22' Ján Niko (Kryštof Ouřada, Vojtěch Síla) 08:31' Ján Niko (Jan Veselý, Zdeněk Král) 53:49' | 1:0 2:0 2:1 2:2 3:2 | 16:53' Erik Meluzín (Antonín Bořuta, Ladislav Bittner) 38:45' Václav Krliš | Rozhodčí: Daniel Jechoutek Tomáš Mejzlík Čároví: Ondřej Bohuněk František Pěkný |
| 6 min | 6 min | Tresty              | 8 min                                                                      | Rozhodčí: Daniel Jechoutek Tomáš Mejzlík Čároví: Ondřej Bohuněk František Pěkný |
| 18 | 18 | Střely              | 23                                                                         | Rozhodčí: Daniel Jechoutek Tomáš Mejzlík Čároví: Ondřej Bohuněk František Pěkný |

| 26. září 2022 17:30 | SK Horácká Slavia Třebíč | 3 : 1 (1:1, 1:0, 1:0) | DRACI PARS ŠUMPERK | KHNP Arena, Třebíč Návštěvnost: 749 |  |

| Zpráva | |                 |                                                       |                                                                        |
| Pavel Jekel | Pavel Jekel | Brankáři        | Petr Hamalčík                                         | Rozhodčí: Přemysl Skopal Lukáš Bejček Čároví: Roman Zídek Jan Kleprlík |
| David Michálek (Miroslav Holec, Daniel Poizl) 17:52' Ladislav Bittner (Michal Vodný) 39:46' Antonín Bořuta (Michal Vodný, Martin Dočekal) 44:18' | David Michálek (Miroslav Holec, Daniel Poizl) 17:52' Ladislav Bittner (Michal Vodný) 39:46' Antonín Bořuta (Michal Vodný, Martin Dočekal) 44:18' | 1:0 1:1 2:1 3:1 | 17:52' Patrik Čermák (Filip Eliáš, Ondřej Hrachovský) | Rozhodčí: Přemysl Skopal Lukáš Bejček Čároví: Roman Zídek Jan Kleprlík |
| 10 min | 10 min | Tresty          | 18 min                                                | Rozhodčí: Přemysl Skopal Lukáš Bejček Čároví: Roman Zídek Jan Kleprlík |
| 32 | 32 | Střely          | 43                                                    | Rozhodčí: Přemysl Skopal Lukáš Bejček Čároví: Roman Zídek Jan Kleprlík |

| 28. září 2022 18:00 | HC Dynamo Pardubice B | 2 : 3 (1:2, 1:0, 0:1) | SK Horácká Slavia Třebíč | Zimní stadion Chrudim, Chrudim Návštěvnost: 317 |  |

| Zpráva                                                                                   |                                                                                          |                     | |                                                                          |
| Vojtěch Nečas                                                                            | Vojtěch Nečas                                                                            | Brankáři            | Pavel Jekel | Rozhodčí: Radek Wagner Ondřej Šudoma Čároví: Ondřej Kokrment David Thuma |
| Tomáš Zeman (Michal Pochobradský, Daniel Herčík) 04:47' Ondřej Matýs (Tomáš Kaut) 39:48' | Tomáš Zeman (Michal Pochobradský, Daniel Herčík) 04:47' Ondřej Matýs (Tomáš Kaut) 39:48' | 0:1 1:1 1:2 2:2 2:3 | 03:08' Václav Krliš (Antonín Bořuta, Michal Vodný) 15:06' Ladislav Bittner (Martin Dočekal) 48:48' Ladislav Bittner (Martin Dočekal, Lukáš Forman) | Rozhodčí: Radek Wagner Ondřej Šudoma Čároví: Ondřej Kokrment David Thuma |
| 10 min                                                                                   | 10 min                                                                                   | Tresty              | 12 min | Rozhodčí: Radek Wagner Ondřej Šudoma Čároví: Ondřej Kokrment David Thuma |
| 41                                                                                       | 41                                                                                       | Střely              | 29 | Rozhodčí: Radek Wagner Ondřej Šudoma Čároví: Ondřej Kokrment David Thuma |

| 1. října 2022 17:30 | SK Horácká Slavia Třebíč | 2 : 1 (0:0, 1:0, 1:1) | PSG Berani Zlín | KHNP Arena, Třebíč Návštěvnost: 1 781 |  |

| Zpráva | |             |                                     |                                                                 |
| Pavel Jekel | Pavel Jekel | Brankáři    | Daniel Huf                          | Rozhodčí: Jan Hucl Jan Grygera Čároví: Ondřej Polák Jiří Roupec |
| Ladislav Bittner (Antonín Bořuta, Martin Dočekal) 25:54' Antonín Bořuta (Ladislav Bittner, Erik Meluzín) 45:00' | Ladislav Bittner (Antonín Bořuta, Martin Dočekal) 25:54' Antonín Bořuta (Ladislav Bittner, Erik Meluzín) 45:00' | 1:0 1:1 2:1 | 41:59' Jakub Illéš (Bedřich Köhler) | Rozhodčí: Jan Hucl Jan Grygera Čároví: Ondřej Polák Jiří Roupec |
| 2 min | 2 min | Tresty      | 6 min                               | Rozhodčí: Jan Hucl Jan Grygera Čároví: Ondřej Polák Jiří Roupec |
| 31 | 31 | Střely      | 22                                  | Rozhodčí: Jan Hucl Jan Grygera Čároví: Ondřej Polák Jiří Roupec |

| 5. října 2022 18:00 | HC RT TORAX Poruba 2011 | 1 : 0 (1:0, 0:0, 0:0) | SK Horácká Slavia Třebíč | RT TORAX ARENA, Poruba Návštěvnost: 834 |  |

| Zpráva                                              |                                                     |          |             |                                                                              |
| Daniel Dolejš                                       | Daniel Dolejš                                       | Brankáři | Pavel Jekel | Rozhodčí: Tomáš Cabák Michal Kostourek Čároví: Jaroslav Peluha Ondřej Veselý |
| Aaron Berisha (Justin Lemcke, Jiří Klimíček) 00:17' | Aaron Berisha (Justin Lemcke, Jiří Klimíček) 00:17' | 1:0      |             | Rozhodčí: Tomáš Cabák Michal Kostourek Čároví: Jaroslav Peluha Ondřej Veselý |
| 2 min                                               | 2 min                                               | Tresty   | 2 min       | Rozhodčí: Tomáš Cabák Michal Kostourek Čároví: Jaroslav Peluha Ondřej Veselý |
| 24                                                  | 24                                                  | Střely   | 28          | Rozhodčí: Tomáš Cabák Michal Kostourek Čároví: Jaroslav Peluha Ondřej Veselý |

| 8. října 2022 17:30 | SK Horácká Slavia Třebíč | 4 : 1 (1:0, 1:1, 2:0) | HC Dukla Jihlava | KHNP Arena, Třebíč Návštěvnost: 2 813 |  |

| Zpráva | |                     |                                       |                                                                        |
| Pavel Jekel | Pavel Jekel | Brankáři            | Adam Beran                            | Rozhodčí: Roman Svoboda Jakub Valenta Čároví: Roman Zídek Jan Kleprlík |
| Martin Dočekal (Lukáš Forman) 12:18' Ladislav Bittner (Matěj Psota, Michal Vodný) 34:23' Ladislav Bittner (do prázdné branky) 57:31' David Michálek (Lukáš Forman, Michal Furch) 57:41' | Martin Dočekal (Lukáš Forman) 12:18' Ladislav Bittner (Matěj Psota, Michal Vodný) 34:23' Ladislav Bittner (do prázdné branky) 57:31' David Michálek (Lukáš Forman, Michal Furch) 57:41' | 1:0 1:1 2:1 3:1 4:1 | 27:41' Filip Dundáček (Josef Skořepa) | Rozhodčí: Roman Svoboda Jakub Valenta Čároví: Roman Zídek Jan Kleprlík |
| 2 min | 2 min | Tresty              | 6 min                                 | Rozhodčí: Roman Svoboda Jakub Valenta Čároví: Roman Zídek Jan Kleprlík |
| 30 | 30 | Střely              | 35                                    | Rozhodčí: Roman Svoboda Jakub Valenta Čároví: Roman Zídek Jan Kleprlík |

| 10. října 2022 18:00 | HC Baník Sokolov | 4 : 1 (1:0, 0:0, 0:0) | SK Horácká Slavia Třebíč | Zimní stadion Sokolov, Sokolov Návštěvnost: 538 |  |

| Zpráva | |                     |                                                     |                                                                    |
| Vladislav Habal | Vladislav Habal | Brankáři            | Jan Mičán                                           | Rozhodčí: Kamil Zavřel Lukáš Bejček Čároví: Štefan Belko Petr Baxa |
| Daniel Kružík (Jaromír Kverka, Jan Pohl) 14:52' Vít Jiskra (Vojtěch Tomi) 15:35' Matěj Zadražil (Ondřej Jurčík, Martin Osmík) 26:07' Daniel Kružík (Jaromír Kverka, Ondřej Jurčík) 38:48' | Daniel Kružík (Jaromír Kverka, Jan Pohl) 14:52' Vít Jiskra (Vojtěch Tomi) 15:35' Matěj Zadražil (Ondřej Jurčík, Martin Osmík) 26:07' Daniel Kružík (Jaromír Kverka, Ondřej Jurčík) 38:48' | 1:0 2:0 2:1 3:1 4:1 | 23:51' Matěj Novák (Lukáš Doudera, David Michalčuk) | Rozhodčí: Kamil Zavřel Lukáš Bejček Čároví: Štefan Belko Petr Baxa |
| 8 min | 8 min | Tresty              | 8 min                                               | Rozhodčí: Kamil Zavřel Lukáš Bejček Čároví: Štefan Belko Petr Baxa |
| 38 | 38 | Střely              | 30                                                  | Rozhodčí: Kamil Zavřel Lukáš Bejček Čároví: Štefan Belko Petr Baxa |

| 12. října 2022 17:30 | SK Horácká Slavia Třebíč | 4 : 2 (1:0, 0:2, 3:0) | VHK ROBE Vsetín | KHNP Arena, Třebíč Návštěvnost: 956 |  |

| Zpráva | |                         | |                                                                          |
| Pavel Jekel | Pavel Jekel | Brankáři                | Maksim Zhukov                                                                                      | Rozhodčí: Daniel Jechoutek Lukáš Květoň Čároví: Ondřej Polák Jiří Roupec |
| Ladislav Bittner (Matěj Psota) 13:31' Radim Ferda (Miroslav Holec, Michal Vodný) 48:02' Miroslav Holec (Radim Ferda) 50:20' Martin Dočekal (Matěj Psota) 55:50' | Ladislav Bittner (Matěj Psota) 13:31' Radim Ferda (Miroslav Holec, Michal Vodný) 48:02' Miroslav Holec (Radim Ferda) 50:20' Martin Dočekal (Matěj Psota) 55:50' | 1:0 1:1 1:2 2:2 3:2 4:2 | 22:25' Peter Lichanec (Pavel Jenyš, Jan Berger) 38:37' Tomáš Ondračka (Vít Jonák, Daniels Berzinš) | Rozhodčí: Daniel Jechoutek Lukáš Květoň Čároví: Ondřej Polák Jiří Roupec |
| 12 min | 12 min | Tresty                  | 12 min                                                                                             | Rozhodčí: Daniel Jechoutek Lukáš Květoň Čároví: Ondřej Polák Jiří Roupec |
| 27 | 27 | Střely                  | 33                                                                                                 | Rozhodčí: Daniel Jechoutek Lukáš Květoň Čároví: Ondřej Polák Jiří Roupec |

| 15. října 2022 17:00 | HC Stadion Litoměřice | 3 : 4 SN (0:0, 3:2, 0:1 — 0:0 — 0:1) | SK Horácká Slavia Třebíč | Kalich aréna, Litoměřice Návštěvnost: 1 110 |  |

| Zpráva | |                                                                                | |                                                                          |
| Tomáš Král | Tomáš Král | Brankáři                                                                       | Pavel Jekel | Rozhodčí: David Čáp Jan Jaroš Čároví: Ondřej Kokrment Daniel Horažďovský |
| Josef Slavíček (Jaroslav Kracík, Jan Výtisk) 21:34' Tomáš Guman (Josef Jícha, Lukáš Válek) 23:17' Matěj Zabloudil (Tomáš Guman, Jiří Jebavý) 31:43' Tomáš Guman Lukáš Válek Filip Kuťák Jaroslav Kracík Josef Jícha Lukáš Válek | Josef Slavíček (Jaroslav Kracík, Jan Výtisk) 21:34' Tomáš Guman (Josef Jícha, Lukáš Válek) 23:17' Matěj Zabloudil (Tomáš Guman, Jiří Jebavý) 31:43' Tomáš Guman Lukáš Válek Filip Kuťák Jaroslav Kracík Josef Jícha Lukáš Válek | 1:0 1:1 2:1 2:2 3:2 3:3 Samostatné nájezdy 0:0 0:1 1:1 2:1 2:2 3:2 3:3 3:4 3:4 | 22:33' Martin Dočekal (Matěj Psota) 26:46' Martin Dočekal (Ladislav Bittner, Michal Vodný) 45:26' Ladislav Bittner (Matěj Psota) Matěj Psota Ladislav Bittner Matěj Novák Matyáš Svoboda Michal Furch Lukáš Forman | Rozhodčí: David Čáp Jan Jaroš Čároví: Ondřej Kokrment Daniel Horažďovský |
| 31 min | 31 min | Tresty                                                                         | 8 min | Rozhodčí: David Čáp Jan Jaroš Čároví: Ondřej Kokrment Daniel Horažďovský |
| 37 | 37 | Střely                                                                         | 27 | Rozhodčí: David Čáp Jan Jaroš Čároví: Ondřej Kokrment Daniel Horažďovský |

| 19. října 2022 17:30 | SK Horácká Slavia Třebíč | 2 : 1 SN (0:0, 1:1, 0:0 — 0:0 — 1:0) | LHK Jestřábi Prostějov | KHNP Arena, Třebíč Návštěvnost: 832 |  |

| Zpráva | |                                                | |                                                                              |
| Pavel Jekel | Pavel Jekel | Brankáři                                       | Josef Němeček | Rozhodčí: Roman Svoboda Michal Kostourek Čároví: Jan Kleprlík Ondřej Bohuněk |
| Vojtěch Šilhavý (Jiří Hunkes, Jakub Malý) 28:45' Matěj Psota Ladislav Bittner Lukáš Forman Matěj Novák Matyáš Svoboda Michal Vodný Erik Meluzín | Vojtěch Šilhavý (Jiří Hunkes, Jakub Malý) 28:45' Matěj Psota Ladislav Bittner Lukáš Forman Matěj Novák Matyáš Svoboda Michal Vodný Erik Meluzín | 0:1 1:1 Samostatné nájezdy 0:0 0:1 1:1 2:1 2:1 | 24:49' Tomáš Jiránek (Tomáš Valenta, Filip Jansa) Tomáš Jáchym Filip Jansa Roman Vlach Petr Hašek Vilém Burian Martin Pěnčík Roman Vlach | Rozhodčí: Roman Svoboda Michal Kostourek Čároví: Jan Kleprlík Ondřej Bohuněk |
| 8 min | 8 min | Tresty                                         | 6 min | Rozhodčí: Roman Svoboda Michal Kostourek Čároví: Jan Kleprlík Ondřej Bohuněk |
| 28 | 28 | Střely                                         | 23 | Rozhodčí: Roman Svoboda Michal Kostourek Čároví: Jan Kleprlík Ondřej Bohuněk |

#### 2. čtvrtina
| 22. října 2022 17:00 | HC Slavia Praha | 6 : 1 (3:1, 1:0, 2:0) | SK Horácká Slavia Třebíč | Zimní stadion Eden, Praha Návštěvnost: 697 |  |

| Zpráva | |                             |                                                       |                                                                     |
| Roman Málek | Roman Málek | Brankáři                    | Pavel Jekel (od 27. minuty Jan Mičán)                 | Rozhodčí: Jan Hucl Jakub Koziol Čároví: Petr Kotlík František Pěkný |
| Robin Všetečka (Dušan Žovinec, Jakub Matyáš) 00:48' Jaroslav Brož (Tomáš Knotek, Robin Všetečka) 06:50' Tomáš Pšenička (Vladislav Houška, Vladimír Roth) 14:37' Michal Poletín (Tomáš Knotek, Vladimír Roth) 26:30' Tomáš Knotek (Dušan Žovinec, Vladimír Roth) 42:34' Lukáš Strnad (Jan Kern, Maxim Havrda) 58:07' | Robin Všetečka (Dušan Žovinec, Jakub Matyáš) 00:48' Jaroslav Brož (Tomáš Knotek, Robin Všetečka) 06:50' Tomáš Pšenička (Vladislav Houška, Vladimír Roth) 14:37' Michal Poletín (Tomáš Knotek, Vladimír Roth) 26:30' Tomáš Knotek (Dušan Žovinec, Vladimír Roth) 42:34' Lukáš Strnad (Jan Kern, Maxim Havrda) 58:07' | 1:0 1:1 2:1 3:1 4:1 5:1 6:1 | 05:29' Matěj Psota (Martin Dočekal, Ladislav Bittner) | Rozhodčí: Jan Hucl Jakub Koziol Čároví: Petr Kotlík František Pěkný |
| 8 min | 8 min | Tresty                      | 6 min                                                 | Rozhodčí: Jan Hucl Jakub Koziol Čároví: Petr Kotlík František Pěkný |
| 31 | 31 | Střely                      | 37                                                    | Rozhodčí: Jan Hucl Jakub Koziol Čároví: Petr Kotlík František Pěkný |

| 24. října 2022 17:30 | SK Horácká Slavia Třebíč | 3 : 0 (0:0, 2:0, 1:0) | HC ZUBR Přerov | KHNP Arena, Třebíč Návštěvnost: 713 |  |

| Zpráva | |             |                |                                                                          |
| Pavel Jekel | Pavel Jekel | Brankáři    | Michal Postava | Rozhodčí: Tomáš Zubzanda Jakub Valenta Čároví: Roman Komínek Jiří Roupec |
| Antonín Bořuta (Radim Ferda) 24:04' Martin Dočekal (Michal Vodný, Ladislav Bittner) 28:11' Lukáš Forman (Michal Vodný, Vojtěch Šilhavý) 43:47' | Antonín Bořuta (Radim Ferda) 24:04' Martin Dočekal (Michal Vodný, Ladislav Bittner) 28:11' Lukáš Forman (Michal Vodný, Vojtěch Šilhavý) 43:47' | 1:0 2:0 3:0 |                | Rozhodčí: Tomáš Zubzanda Jakub Valenta Čároví: Roman Komínek Jiří Roupec |
| 10 min | 10 min | Tresty      | 18 min         | Rozhodčí: Tomáš Zubzanda Jakub Valenta Čároví: Roman Komínek Jiří Roupec |
| 38 | 38 | Střely      | 23             | Rozhodčí: Tomáš Zubzanda Jakub Valenta Čároví: Roman Komínek Jiří Roupec |

| 26. října 2022 18:00 | HC Frýdek-Místek | 6 : 2 (3:0, 1:0, 2:2) | SK Horácká Slavia Třebíč | Hala Polárka, Frýdek-Místek Návštěvnost: 709 |  |

| Zpráva | |                             | |                                                                    |
| Patrik Švančara | Patrik Švančara | Brankáři                    | Pavel Jekel (od 15. minuty Jan Mičán)                                                                       | Rozhodčí: Kamil Zavřel Jan Jaroš Čároví: David Otáhal Henrich Kráľ |
| Daniel Vrdlovec (Vladimír Svačina, Vlastimil Dostálek) 04:35' Vojtech Zeleňák (Daniel Kowalczyk, Nico Geidl) 06:21' Alan Lyszczarczyk (Michal Hotěk, Oskar Haas) 14:20' Daniel Vrdlovec (Jakub Teper, Alan Lyszczarczyk) 37:50' Vlastimil Dostálek (Marián Adámek, Vladimír Svačina) 44:39' Alan Lyszczarczyk (Oskar Haas) 53:53' | Daniel Vrdlovec (Vladimír Svačina, Vlastimil Dostálek) 04:35' Vojtech Zeleňák (Daniel Kowalczyk, Nico Geidl) 06:21' Alan Lyszczarczyk (Michal Hotěk, Oskar Haas) 14:20' Daniel Vrdlovec (Jakub Teper, Alan Lyszczarczyk) 37:50' Vlastimil Dostálek (Marián Adámek, Vladimír Svačina) 44:39' Alan Lyszczarczyk (Oskar Haas) 53:53' | 1:0 2:0 3:0 4:0 5:0 5:2 6:2 | 48:52' David Tureček (Matěj Psota, Martin Dočekal) 50:37' Ladislav Bittner (Antonín Bořuta, Martin Dočekal) | Rozhodčí: Kamil Zavřel Jan Jaroš Čároví: David Otáhal Henrich Kráľ |
| 6 min | 6 min | Tresty                      | 4 min | Rozhodčí: Kamil Zavřel Jan Jaroš Čároví: David Otáhal Henrich Kráľ |
| 20 | 20 | Střely                      | 39 | Rozhodčí: Kamil Zavřel Jan Jaroš Čároví: David Otáhal Henrich Kráľ |

| 29. října 2022 17:30 | SK Horácká Slavia Třebíč | 3 : 2 (1:0, 1:2, 1:0) | SC Marimex Kolín | KHNP Arena, Třebíč Návštěvnost: 913 |  |

| Zpráva | |                     |                                                                             |                                                                                 |
| Pavel Jekel | Pavel Jekel | Brankáři            | Jakub Soukup                                                                | Rozhodčí: Přemysl Skopal Miroslav Petružálek Čároví: Ondřej Polák Aleš Roischel |
| David Tureček (Antonín Bořuta) 05:54' David Tureček (Martin Dočekal, Radim Ferda) 37:18' Matěj Psota (Antonín Bořuta) 59:35' | David Tureček (Antonín Bořuta) 05:54' David Tureček (Martin Dočekal, Radim Ferda) 37:18' Matěj Psota (Antonín Bořuta) 59:35' | 1:0 1:1 1:2 2:2 3:2 | 20:18' Jan Veselý (Petr Koukal, Zdeněk Čáp) 22:28' Jan Veselý (Zdeněk Král) | Rozhodčí: Přemysl Skopal Miroslav Petružálek Čároví: Ondřej Polák Aleš Roischel |
| 8 min | 8 min | Tresty              | 14 min                                                                      | Rozhodčí: Přemysl Skopal Miroslav Petružálek Čároví: Ondřej Polák Aleš Roischel |
| 42 | 42 | Střely              | 23                                                                          | Rozhodčí: Přemysl Skopal Miroslav Petružálek Čároví: Ondřej Polák Aleš Roischel |

| 2. listopadu 2022 18:00 | DRACI PARS ŠUMPERK | 0 : 2 (0:0, 0:0, 0:2) | SK Horácká Slavia Třebíč | Škoda Aréna, Šumperk Návštěvnost: 898 |  |

| Zpráva         |                |          | |                                                                     |
| Jakub Lackovič | Jakub Lackovič | Brankáři | Pavel Jekel                                                                                              | Rozhodčí: Tomáš Cabák Martin Rapák Čároví: Jan Vašíček Tomáš Bezděk |
|                |                | 0:1 0:2  | 46:22' Jiří Hunkes (Matyáš Svoboda, Vojtěch Šilhavý) 49:59' Miroslav Holec (David Michálek, Jiří Hunkes) | Rozhodčí: Tomáš Cabák Martin Rapák Čároví: Jan Vašíček Tomáš Bezděk |
| 4 min          | 4 min          | Tresty   | 2 min | Rozhodčí: Tomáš Cabák Martin Rapák Čároví: Jan Vašíček Tomáš Bezděk |
| 20             | 20             | Střely   | 33 | Rozhodčí: Tomáš Cabák Martin Rapák Čároví: Jan Vašíček Tomáš Bezděk |

| 5. listopadu 2022 17:30 | SK Horácká Slavia Třebíč | 4 : 1 (0:0, 3:1, 1:0) | HC Dynamo Pardubice B | KHNP Arena, Třebíč Návštěvnost: 916 |  |

| Zpráva | |                 |                                                   |                                                                           |
| Pavel Jekel | Pavel Jekel | Brankáři        | Milan Klouček                                     | Rozhodčí: Daniel Jechoutek Lukáš Květoň Čároví: David Otáhal Pavel Blažek |
| Miroslav Holec (David Michálek) 24:15' Martin Dočekal (Michal Vodný, Matěj Psota) 33:25' Martin Dočekal (David Tureček) 35:24' Michal Vodný (Daniel Poizl, Lukáš Forman) 52:28' | Miroslav Holec (David Michálek) 24:15' Martin Dočekal (Michal Vodný, Matěj Psota) 33:25' Martin Dočekal (David Tureček) 35:24' Michal Vodný (Daniel Poizl, Lukáš Forman) 52:28' | 1:0 2:1 3:1 4:1 | 35:24' Tomáš Kaut (Jakub Lichtag, Ondřej Chabada) | Rozhodčí: Daniel Jechoutek Lukáš Květoň Čároví: David Otáhal Pavel Blažek |
| 2 min | 2 min | Tresty          | 12 min                                            | Rozhodčí: Daniel Jechoutek Lukáš Květoň Čároví: David Otáhal Pavel Blažek |
| 47 | 47 | Střely          | 17                                                | Rozhodčí: Daniel Jechoutek Lukáš Květoň Čároví: David Otáhal Pavel Blažek |

| 13. listopadu 2022 15:00 | PSG Berani Zlín | 4 : 1 (1:1, 1:0, 2:0) | SK Horácká Slavia Třebíč | Zimní stadion Luďka Čajky, Zlín Návštěvnost: 2 136 |  |

| Zpráva | |                     |                                                     |                                                                      |
| Daniel Huf | Daniel Huf | Brankáři            | Pavel Jekel                                         | Rozhodčí: Luděk Pilný Ondřej Šudoma Čároví: Roman Zídek Jan Kleprlík |
| Tomáš Pospíšil (Antonín Honejsek, Daniel Gazda) 19:51' Darek Hejcman (Tomáš Pospíšil, Matěj Zabloudil) 35:18' Jakub Illéš (Pavel Kubiš) 50:36' Daniel Gazda (Jiří Suhrada, Bedřich Köhler, do prázdné branky) 59:15' | Tomáš Pospíšil (Antonín Honejsek, Daniel Gazda) 19:51' Darek Hejcman (Tomáš Pospíšil, Matěj Zabloudil) 35:18' Jakub Illéš (Pavel Kubiš) 50:36' Daniel Gazda (Jiří Suhrada, Bedřich Köhler, do prázdné branky) 59:15' | 0:1 1:1 2:1 3:1 4:1 | 13:44' David Michálek (Miroslav Holec, Radim Ferda) | Rozhodčí: Luděk Pilný Ondřej Šudoma Čároví: Roman Zídek Jan Kleprlík |
| 2 min | 2 min | Tresty              | 8 min                                               | Rozhodčí: Luděk Pilný Ondřej Šudoma Čároví: Roman Zídek Jan Kleprlík |
| 31 | 31 | Střely              | 23                                                  | Rozhodčí: Luděk Pilný Ondřej Šudoma Čároví: Roman Zídek Jan Kleprlík |

| 16. listopadu 2022 17:30 | SK Horácká Slavia Třebíč | 2 : 0 (0:0, 1:0, 1:0) | HC RT TORAX Poruba 2011 | KHNP Arena, Třebíč Návštěvnost: 1 026 |  |

| Zpráva                                                          |                                                                 |          |               |                                                                           |
| Pavel Jekel                                                     | Pavel Jekel                                                     | Brankáři | Daniel Dolejš | Rozhodčí: Kamil Zavřel Jan Jaroš Čároví: Aleš Roischel František Štěpánek |
| Miroslav Holec 20:46' Martin Dočekal (do prázdné branky) 59:24' | Miroslav Holec 20:46' Martin Dočekal (do prázdné branky) 59:24' | 1:0 2:0  |               | Rozhodčí: Kamil Zavřel Jan Jaroš Čároví: Aleš Roischel František Štěpánek |
| 6 min                                                           | 6 min                                                           | Tresty   | 10 min        | Rozhodčí: Kamil Zavřel Jan Jaroš Čároví: Aleš Roischel František Štěpánek |
| 31                                                              | 31                                                              | Střely   | 32            | Rozhodčí: Kamil Zavřel Jan Jaroš Čároví: Aleš Roischel František Štěpánek |

| 20. listopadu 2022 16:30 | HC Dukla Jihlava | 2 : 6 (2:1, 0:3, 0:2) | SK Horácká Slavia Třebíč | Zimní stadion Pelhřimov, Pelhřimov Návštěvnost: 1 436 |  |

| Zpráva                                                     |                                                            |                                 | |                                                                        |
| Adam Beran (od 41. minuty Adam Wolf                        | Adam Beran (od 41. minuty Adam Wolf                        | Brankáři                        | Pavel Jekel | Rozhodčí: Jan Hucl Martin Rapák Čároví: Ondřej Bohuněk Jaroslav Peluha |
| Tomáš Harkabus (Josef Skořepa) 00:59' Patrik Miškář 14:45' | Tomáš Harkabus (Josef Skořepa) 00:59' Patrik Miškář 14:45' | 1:0 1:1 2:1 2:2 2:3 2:4 2:5 2:6 | 13:25' Ladislav Bittner (Michal Furch, Miroslav Holec) 28:13' Martin Dočekal (Matěj Psota, Michal Vodný) 29:43' Miroslav Holec (Michal Vodný, Lukáš Forman) 38:59' Miroslav Holec (Matěj Novák, Ladislav Bittner) 43:19' Matěj Psota (Ladislav Bittner, Michal Vodný) 47:20' Matěj Psota (Lukáš Forman) | Rozhodčí: Jan Hucl Martin Rapák Čároví: Ondřej Bohuněk Jaroslav Peluha |
| 11 min                                                     | 11 min                                                     | Tresty                          | 13 min | Rozhodčí: Jan Hucl Martin Rapák Čároví: Ondřej Bohuněk Jaroslav Peluha |
| 30                                                         | 30                                                         | Střely                          | 22 | Rozhodčí: Jan Hucl Martin Rapák Čároví: Ondřej Bohuněk Jaroslav Peluha |

| 23. listopadu 2022 17:30 | SK Horácká Slavia Třebíč | 3 : 2 PP (0:1, 1:0, 1:1 — 1:0) | HC Baník Sokolov | KHNP Arena, Třebíč Návštěvnost: 702 |  |

| Zpráva | |                     | |                                                                      |
| Pavel Jekel | Pavel Jekel | Brankáři            | Martin Michajlov                                                                                     | Rozhodčí: Přemysl Skopal Tomáš Micka Čároví: Roman Zídek Jiří Roupec |
| Václav Krliš (Erik Meluzín, David Michálek) 22:30' Michal Vodný (Antonín Bořuta, Martin Dočekal) 49:35' Matěj Novák 64:39' | Václav Krliš (Erik Meluzín, David Michálek) 22:30' Michal Vodný (Antonín Bořuta, Martin Dočekal) 49:35' Matěj Novák 64:39' | 0:1 1:1 1:2 2:2 3:2 | 08:13' Vít Jiskra (Daniel Kružík, Ondřej Baláž) 41:16' Ondřej Baláž (Martin Weinhold, Daniel Kružík) | Rozhodčí: Přemysl Skopal Tomáš Micka Čároví: Roman Zídek Jiří Roupec |
| 2 min | 2 min | Tresty              | 2 min                                                                                                | Rozhodčí: Přemysl Skopal Tomáš Micka Čároví: Roman Zídek Jiří Roupec |
| 26 | 26 | Střely              | 21                                                                                                   | Rozhodčí: Přemysl Skopal Tomáš Micka Čároví: Roman Zídek Jiří Roupec |

| 26. listopadu 2022 17:00 | VHK ROBE Vsetín | 2 : 1 (2:0, 0:0, 0:1) | SK Horácká Slavia Třebíč | Zimní stadion Na Lapači, Vsetín Návštěvnost: 2 090 |  |

| Zpráva                                                                                              | |             |                                                     |                                                                              |
| David Sachr                                                                                         | David Sachr                                                                                         | Brankáři    | Pavel Jekel                                         | Rozhodčí: Miroslav Petružálek Tomáš Mejzlík Čároví: Milan Jindra Milan Štofa |
| Adam Hořanský (Marek Voženílek, Jan Štefka) 02:14' Jan Štefka (Marek Voženílek, David Sachr) 04:39' | Adam Hořanský (Marek Voženílek, Jan Štefka) 02:14' Jan Štefka (Marek Voženílek, David Sachr) 04:39' | 1:0 2:0 2:1 | 48:21' Matěj Psota (Martin Dočekal, Antonín Bořuta) | Rozhodčí: Miroslav Petružálek Tomáš Mejzlík Čároví: Milan Jindra Milan Štofa |
| 6 min                                                                                               | 6 min                                                                                               | Tresty      | 4 min                                               | Rozhodčí: Miroslav Petružálek Tomáš Mejzlík Čároví: Milan Jindra Milan Štofa |
| 32                                                                                                  | 32                                                                                                  | Střely      | 29                                                  | Rozhodčí: Miroslav Petružálek Tomáš Mejzlík Čároví: Milan Jindra Milan Štofa |

| 30. listopadu 2022 17:30 | SK Horácká Slavia Třebíč | 2 : 4 (1:1, 1:0, 0:3) | HC Stadion Litoměřice | KHNP Arena, Třebíč Návštěvnost: 811 |  |

| Zpráva                                                                                               | |                         | |                                                                          |
| Pavel Jekel                                                                                          | Pavel Jekel                                                                                          | Brankáři                | Tomáš Král | Rozhodčí: Daniel Jechoutek Tomáš Cabák Čároví: Jakub Maňák Ondřej Veselý |
| Lukáš Forman (Jiří Hunkes, David Michalčuk) 09:26' Matěj Psota (Michal Vodný, Antonín Bořuta) 29:03' | Lukáš Forman (Jiří Hunkes, David Michalčuk) 09:26' Matěj Psota (Michal Vodný, Antonín Bořuta) 29:03' | 0:1 1:1 2:1 2:2 2:3 2:4 | 06:54' Filip Kuťák (Josef Slavíček) 49:25' Petr Ton (Josef Koláček, Jaroslav Kracík) 50:35' Jan Holý (Lukáš Válek, Přemysl Svoboda) 55:05' Jaroslav Kracík (Petr Ton, Josef Koláček) | Rozhodčí: Daniel Jechoutek Tomáš Cabák Čároví: Jakub Maňák Ondřej Veselý |
| 18 min                                                                                               | 18 min                                                                                               | Tresty                  | 4 min | Rozhodčí: Daniel Jechoutek Tomáš Cabák Čároví: Jakub Maňák Ondřej Veselý |
| 21                                                                                                   | 21                                                                                                   | Střely                  | 32 | Rozhodčí: Daniel Jechoutek Tomáš Cabák Čároví: Jakub Maňák Ondřej Veselý |

| 3. prosince 2022 17:00 | LHK Jestřábi Prostějov | 2 : 0 (1:0, 0:0, 1:0) | SK Horácká Slavia Třebíč | Zimní stadion Prostějov, Prostějov Návštěvnost: 872 |  |

| Zpráva                                                                                            |                                                                                                   |          |           |                                                                          |
| Jaroslav Pavelka                                                                                  | Jaroslav Pavelka                                                                                  | Brankáři | Jan Mičán | Rozhodčí: Martin Rapák Jakub Koziol Čároví: David Otáhal Jaroslav Peluha |
| David Ostřížek (Petr Hašek, Vilém Burian) 12:35' Filip Jansa (Tomáš Valenta, Tomáš Jáchym) 45:39' | David Ostřížek (Petr Hašek, Vilém Burian) 12:35' Filip Jansa (Tomáš Valenta, Tomáš Jáchym) 45:39' | 1:0 2:0  |           | Rozhodčí: Martin Rapák Jakub Koziol Čároví: David Otáhal Jaroslav Peluha |
| 4 min                                                                                             | 4 min                                                                                             | Tresty   | 10 min    | Rozhodčí: Martin Rapák Jakub Koziol Čároví: David Otáhal Jaroslav Peluha |
| 28                                                                                                | 28                                                                                                | Střely   | 31        | Rozhodčí: Martin Rapák Jakub Koziol Čároví: David Otáhal Jaroslav Peluha |

#### 3. čtvrtina
| 5. prosince 2022 17:00 | SK Horácká Slavia Třebíč | 4 : 3 (1:0, 3:1, 0:2) | HC Slavia Praha | KHNP Arena, Třebíč Návštěvnost: 615 |  |

| Zpráva | |                             | |                                                                           |
| Pavel Jekel | Pavel Jekel | Brankáři                    | Roman Málek (od 41. minuty Tomáš Volevecký)                                                             | Rozhodčí: Radek Wagner Přemysl Skopal Čároví: Petr Maštalíř Aleš Roischel |
| Matěj Psota (Ladislav Bittner) 13:22' Ladislav Bittner (Michal Vodný, Antonín Bořuta) 26:34' Michal Vodný (Matěj Psota, Martin Dočekal) 34:59' Ladislav Bittner (Martin Dočekal, Antonín Bořuta) 39:51' | Matěj Psota (Ladislav Bittner) 13:22' Ladislav Bittner (Michal Vodný, Antonín Bořuta) 26:34' Michal Vodný (Matěj Psota, Martin Dočekal) 34:59' Ladislav Bittner (Martin Dočekal, Antonín Bořuta) 39:51' | 1:0 1:1 2:1 3:1 4:1 4:2 4:3 | 21:22' Jan Kern (Pavel Mrňa, Vladimír Růžička) 55:08' Lukáš Stehlík 59:55' Vladimír Roth (Tomáš Šmerha) | Rozhodčí: Radek Wagner Přemysl Skopal Čároví: Petr Maštalíř Aleš Roischel |
| 12 min | 12 min | Tresty                      | 14 min                                                                                                  | Rozhodčí: Radek Wagner Přemysl Skopal Čároví: Petr Maštalíř Aleš Roischel |
| 23 | 23 | Střely                      | 31 | Rozhodčí: Radek Wagner Přemysl Skopal Čároví: Petr Maštalíř Aleš Roischel |

| 7. prosince 2022 17:00 | HC ZUBR Přerov | 0 : 1 (0:1, 0:0, 0:0) | SK Horácká Slavia Třebíč | Meo Aréna, Přerov Návštěvnost: 608 |  |

| Zpráva      |             |          |                                                |                                                                   |
| Daniel Král | Daniel Král | Brankáři | Pavel Jekel                                    | Rozhodčí: Jan Grygera Filip Vrba Čároví: Pavel Blažek Jan Vašíček |
|             |             | 0:1      | 01:30' Erik Meluzín (Jakub Malý, Michal Vodný) | Rozhodčí: Jan Grygera Filip Vrba Čároví: Pavel Blažek Jan Vašíček |
| 8 min       | 8 min       | Tresty   | 8 min                                          | Rozhodčí: Jan Grygera Filip Vrba Čároví: Pavel Blažek Jan Vašíček |
| 31          | 31          | Střely   | 31                                             | Rozhodčí: Jan Grygera Filip Vrba Čároví: Pavel Blažek Jan Vašíček |

| 10. prosince 2022 17:30 | SK Horácká Slavia Třebíč | 4 : 1 (0:1, 3:0, 1:0) | HC Frýdek-Místek | KHNP Arena, Třebíč Návštěvnost: 1 026 |  |

| Zpráva | |                     |                     |                                                                             |
| Pavel Jekel | Pavel Jekel | Brankáři            | Patrik Švančara     | Rozhodčí: Lukáš Bejček Lukáš Květoň Čároví: Václav Beneš Daniel Horažďovský |
| Václav Krliš (Jakub Malý, Pavel Jekel) 22:31' Jakub Malý (Václav Krliš) 30:47' Martin Dočekal (Michal Vodný) 35:47' David Michálek (Radim Ferda, Miroslav Holec, do prázdné branky) 59:20' | Václav Krliš (Jakub Malý, Pavel Jekel) 22:31' Jakub Malý (Václav Krliš) 30:47' Martin Dočekal (Michal Vodný) 35:47' David Michálek (Radim Ferda, Miroslav Holec, do prázdné branky) 59:20' | 0:1 1:1 2:1 3:1 4:1 | 01:44' Michal Ramik | Rozhodčí: Lukáš Bejček Lukáš Květoň Čároví: Václav Beneš Daniel Horažďovský |
| 8 min | 8 min | Tresty              | 10 min              | Rozhodčí: Lukáš Bejček Lukáš Květoň Čároví: Václav Beneš Daniel Horažďovský |
| 24 | 24 | Střely              | 28                  | Rozhodčí: Lukáš Bejček Lukáš Květoň Čároví: Václav Beneš Daniel Horažďovský |

| 19. prosince 2022 18:00 | SC Marimex Kolín | 2 : 1 (1:0, 1:1, 0:0) | SK Horácká Slavia Třebíč | Zimní stadion Kolín, Kolín Návštěvnost: 455 |  |

| Zpráva                                                                                        |                                                                                               |             |                                                |                                                                   |
| Jakub Soukup                                                                                  | Jakub Soukup                                                                                  | Brankáři    | Pavel Jekel (od 21. minuty Jan Mičán)          | Rozhodčí: Jan Hucl Tomáš Mejzlík Čároví: Pavel Blažek David Thuma |
| Adam Dlouhý (Zdeněk Král, Josef Zajíc) 05:31' Martin Novák (Matěj Morong, Zdeněk Král) 20:40' | Adam Dlouhý (Zdeněk Král, Josef Zajíc) 05:31' Martin Novák (Matěj Morong, Zdeněk Král) 20:40' | 1:0 2:0 2:1 | 27:13' Jakub Malý (Lukáš Forman, Václav Krliš) | Rozhodčí: Jan Hucl Tomáš Mejzlík Čároví: Pavel Blažek David Thuma |
| 8 min                                                                                         | 8 min                                                                                         | Tresty      | 8 min                                          | Rozhodčí: Jan Hucl Tomáš Mejzlík Čároví: Pavel Blažek David Thuma |
| 20                                                                                            | 20                                                                                            | Střely      | 39                                             | Rozhodčí: Jan Hucl Tomáš Mejzlík Čároví: Pavel Blažek David Thuma |

| 21. prosince 2022 17:30 | SK Horácká Slavia Třebíč | 5 : 2 (2:0, 2:1, 1:1) | DRACI PARS ŠUMPERK | KHNP Arena, Třebíč Návštěvnost: 723 |  |

| Zpráva | |                             |                                                                                                 |                                                                                |
| Jan Mičán | Jan Mičán | Brankáři                    | Petr Hamalčík (od 34. minuty Jakub Lackovič)                                                    | Rozhodčí: Tomáš Zubzanda Michal Kostourek Čároví: Aleš Roischel Ondřej Bohuněk |
| Matěj Psota (Antonín Bořuta, Martin Dočekal) 14:21' Matěj Psota (Antonín Bořuta, Martin Dočekal) 16:25' Martin Dočekal (Miroslav Holec) 27:41' Matěj Psota (Ladislav Bittner, Martin Dočekal) 33:52' Martin Dočekal 50:19' | Matěj Psota (Antonín Bořuta, Martin Dočekal) 14:21' Matěj Psota (Antonín Bořuta, Martin Dočekal) 16:25' Martin Dočekal (Miroslav Holec) 27:41' Matěj Psota (Ladislav Bittner, Martin Dočekal) 33:52' Martin Dočekal 50:19' | 1:0 2:0 2:1 3:1 4:1 5:1 5:2 | 22:28' Lukáš Žalčík (Tomáš Drtil, David Bartoš) 56:33' David Bartoš (Jiří Průžek, Lukáš Žalčík) | Rozhodčí: Tomáš Zubzanda Michal Kostourek Čároví: Aleš Roischel Ondřej Bohuněk |
| 12 min | 12 min | Tresty                      | 28 min                                                                                          | Rozhodčí: Tomáš Zubzanda Michal Kostourek Čároví: Aleš Roischel Ondřej Bohuněk |
| 37 | 37 | Střely                      | 30                                                                                              | Rozhodčí: Tomáš Zubzanda Michal Kostourek Čároví: Aleš Roischel Ondřej Bohuněk |

| 27. prosince 2022 18:00 | HC Dynamo Pardubice B | 2 : 5 (1:3, 0:2, 1:0) | SK Horácká Slavia Třebíč | Zimní stadion Chrudim, Chrudim Návštěvnost: 685 |  |

| Zpráva                                                                    |                                                                           |                             | |                                                                    |
| Milan Klouček                                                             | Milan Klouček                                                             | Brankáři                    | Jan Mičán | Rozhodčí: Tomáš Micka Jan Grygera Čároví: Tomáš Kučera Jakub Maňák |
| Tomáš Urban (TS) 10:56' Ondřej Matýs (Tomáš Urban, Tomáš Hanousek) 54:46' | Tomáš Urban (TS) 10:56' Ondřej Matýs (Tomáš Urban, Tomáš Hanousek) 54:46' | 0:1 0:2 1:2 1:3 1:4 1:5 2:5 | 03:03' Erik Meluzín (Matěj Novák, Matyáš Svoboda) 06:32' Matěj Psota (Antonín Bořuta, Martin Dočekal) 13:53' David Michálek (Radim Ferda, Antonín Bořuta) 22:07' Martin Dočekal (Lukáš Kříž, Matěj Psota) 24:14' Martin Dočekal (Michal Vodný, Ladislav Bittner) | Rozhodčí: Tomáš Micka Jan Grygera Čároví: Tomáš Kučera Jakub Maňák |
| 33 min                                                                    | 33 min                                                                    | Tresty                      | 10 min | Rozhodčí: Tomáš Micka Jan Grygera Čároví: Tomáš Kučera Jakub Maňák |
| 44                                                                        | 44                                                                        | Střely                      | 34 | Rozhodčí: Tomáš Micka Jan Grygera Čároví: Tomáš Kučera Jakub Maňák |

| 29. prosince 2022 17:30 | SK Horácká Slavia Třebíč | 3 : 2 (0:0, 2:1, 1:1) | PSG Berani Zlín | KHNP Arena, Třebíč Návštěvnost: 1 661 |  |

| Zpráva | |                     |                                                                          |                                                                      |
| Pavel Jekel | Pavel Jekel | Brankáři            | Daniel Huf                                                               | Rozhodčí: Přemysl Skopal David Čáp Čároví: Aleš Roischel Jiří Roupec |
| Radim Ferda (Antonín Bořuta) 31:02' Michal Furch (Vojtěch Šilhavý) 39:14' Ladislav Bittner (Antonín Bořuta, Martin Dočekal) 47:38' | Radim Ferda (Antonín Bořuta) 31:02' Michal Furch (Vojtěch Šilhavý) 39:14' Ladislav Bittner (Antonín Bořuta, Martin Dočekal) 47:38' | 0:1 1:1 2:1 3:1 3:2 | 20:48' Petr Mrázek (Antonín Honejsek) 54:08' Tadeáš Talafa (Denis Kindl) | Rozhodčí: Přemysl Skopal David Čáp Čároví: Aleš Roischel Jiří Roupec |
| 8 min | 8 min | Tresty              | 16 min                                                                   | Rozhodčí: Přemysl Skopal David Čáp Čároví: Aleš Roischel Jiří Roupec |
| 29 | 29 | Střely              | 30                                                                       | Rozhodčí: Přemysl Skopal David Čáp Čároví: Aleš Roischel Jiří Roupec |

| 4. ledna 2023 17:30 | HC RT TORAX Poruba 2011 | 2 : 4 (0:3, 2:1, 0:0) | SK Horácká Slavia Třebíč | RT TORAX ARENA, Poruba Návštěvnost: 1 063 |  |

| Zpráva | |                         | |                                                                           |
| Daniel Dolejš (od 21. minuty Ondřej Bláha)                                                                  | Daniel Dolejš (od 21. minuty Ondřej Bláha)                                                                  | Brankáři                | Pavel Jekel | Rozhodčí: Tomáš Cabák Tomáš Veselý Čároví: Václav Hanzlík Jaroslav Peluha |
| Michal Vachovec (Patrik Urbanec, Jakub Šlahař) 32:14' Dominik Hrníčko (Justin Lemcke, Tomáš Šoustal) 38:14' | Michal Vachovec (Patrik Urbanec, Jakub Šlahař) 32:14' Dominik Hrníčko (Justin Lemcke, Tomáš Šoustal) 38:14' | 0:1 0:2 0:3 1:3 2:3 2:4 | 10:13' Miroslav Holec (Martin Dočekal) 19:00' Martin Dočekal (Antonín Bořuta, Michal Vodný) 19:51' Radim Ferda (Miroslav Holec, David Michálek) 39:52' David Michálek (Radim Ferda, Miroslav Holec) | Rozhodčí: Tomáš Cabák Tomáš Veselý Čároví: Václav Hanzlík Jaroslav Peluha |
| 6 min | 6 min | Tresty                  | 12 min | Rozhodčí: Tomáš Cabák Tomáš Veselý Čároví: Václav Hanzlík Jaroslav Peluha |
| 45 | 45 | Střely                  | 26 | Rozhodčí: Tomáš Cabák Tomáš Veselý Čároví: Václav Hanzlík Jaroslav Peluha |

| 7. ledna 2023 17:30 | SK Horácká Slavia Třebíč | 3 : 1 (0:0, 0:0, 3:1) | HC Dukla Jihlava | KHNP Arena, Třebíč Návštěvnost: 3 619 |  |

| Zpráva | |                 |                                                     |                                                                               |
| Pavel Jekel | Pavel Jekel | Brankáři        | Adam Beran                                          | Rozhodčí: Přemysl Skopal Roman Svoboda Čároví: Daniel Horažďovský David Thuma |
| Miroslav Holec (David Michálek, Radim Ferda) 42:42' Matěj Psota (TS) 57:12' Martin Dočekal (Michal Vodný, Ladislav Bittner, do prázdné branky) 58:33' | Miroslav Holec (David Michálek, Radim Ferda) 42:42' Matěj Psota (TS) 57:12' Martin Dočekal (Michal Vodný, Ladislav Bittner, do prázdné branky) 58:33' | 1:0 1:1 2:1 3:1 | 44:55' Radek Pořízek (Filip Dundáček, Daniel Kolář) | Rozhodčí: Přemysl Skopal Roman Svoboda Čároví: Daniel Horažďovský David Thuma |
| 4 min | 4 min | Tresty          | 8 min                                               | Rozhodčí: Přemysl Skopal Roman Svoboda Čároví: Daniel Horažďovský David Thuma |
| 32 | 32 | Střely          | 17                                                  | Rozhodčí: Přemysl Skopal Roman Svoboda Čároví: Daniel Horažďovský David Thuma |

| 9. ledna 2023 18:00 | HC Baník Sokolov | 3 : 2 (1:0, 2:0, 0:2) | SK Horácká Slavia Třebíč | Zimní stadion Sokolov, Sokolov Návštěvnost: 487 |  |

| Zpráva | |                     |                                                                                      |                                                                                     |
| Martin Michajlov | Martin Michajlov | Brankáři            | Pavel Jekel (od 28. minuty Jan Mičán)                                                | Rozhodčí: Miroslav Petružálek Jakub Valenta Čároví: Ondřej Kokrment František Pěkný |
| Vít Jiskra (David Kofroň) 19:38' Martin Osmík (David Kofroň) 26:34' Martin Rohan (Tomáš Vracovský, Martin Weinhold) 27:23' | Vít Jiskra (David Kofroň) 19:38' Martin Osmík (David Kofroň) 26:34' Martin Rohan (Tomáš Vracovský, Martin Weinhold) 27:23' | 1:0 2:0 3:0 3:1 3:2 | 42:06' Daniel Poizl (Erik Meluzín) 57:31' Miroslav Holec (Radim Ferda, Lukáš Forman) | Rozhodčí: Miroslav Petružálek Jakub Valenta Čároví: Ondřej Kokrment František Pěkný |
| 6 min | 6 min | Tresty              | 4 min                                                                                | Rozhodčí: Miroslav Petružálek Jakub Valenta Čároví: Ondřej Kokrment František Pěkný |
| 36 | 36 | Střely              | 30                                                                                   | Rozhodčí: Miroslav Petružálek Jakub Valenta Čároví: Ondřej Kokrment František Pěkný |

| 11. ledna 2023 17:30 | SK Horácká Slavia Třebíč | 2 : 1 (1:0, 0:1, 1:0) | VHK ROBE Vsetín | KHNP Arena, Třebíč Návštěvnost: 1 236 |  |

| Zpráva                                                                                            |                                                                                                   |             |                                      |                                                                      |
| Pavel Jekel                                                                                       | Pavel Jekel                                                                                       | Brankáři    | Tomáš Vošvrda                        | Rozhodčí: Jakub Koziol Ondřej Šudoma Čároví: Roman Zídek Jiří Roupec |
| Ladislav Bittner (Antonín Bořuta, Martin Dočekal) 08:24' Martin Dočekal (Ladislav Bittner) 56:42' | Ladislav Bittner (Antonín Bořuta, Martin Dočekal) 08:24' Martin Dočekal (Ladislav Bittner) 56:42' | 1:0 1:1 2:1 | 24:19' Šimon Jenáček (Pavel Klhůfek) | Rozhodčí: Jakub Koziol Ondřej Šudoma Čároví: Roman Zídek Jiří Roupec |
| 6 min                                                                                             | 6 min                                                                                             | Tresty      | 14 min                               | Rozhodčí: Jakub Koziol Ondřej Šudoma Čároví: Roman Zídek Jiří Roupec |
| 19                                                                                                | 19                                                                                                | Střely      | 21                                   | Rozhodčí: Jakub Koziol Ondřej Šudoma Čároví: Roman Zídek Jiří Roupec |

| 14. ledna 2023 17:00 | HC Stadion Litoměřice | 2 : 1 (1:0, 1:1, 0:0) | SK Horácká Slavia Třebíč | Kalich aréna, Litoměřice Návštěvnost: 1 630 |  |

| Zpráva                                                                          |                                                                                 |             |                                                   |                                                                   |
| Tomáš Král                                                                      | Tomáš Král                                                                      | Brankáři    | Jan Mičán                                         | Rozhodčí: Radek Wagner David Čáp Čároví: Václav Beneš Petr Kotlík |
| Přemysl Svoboda (Ondřej Procházka, Václav Veber) 05:15' Ondřej Procházka 33:07' | Přemysl Svoboda (Ondřej Procházka, Václav Veber) 05:15' Ondřej Procházka 33:07' | 1:0 1:1 2:1 | 26:39' Martin Dočekal (Matěj Psota, Michal Vodný) | Rozhodčí: Radek Wagner David Čáp Čároví: Václav Beneš Petr Kotlík |
| 6 min                                                                           | 6 min                                                                           | Tresty      | 4 min                                             | Rozhodčí: Radek Wagner David Čáp Čároví: Václav Beneš Petr Kotlík |
| 33                                                                              | 33                                                                              | Střely      | 28                                                | Rozhodčí: Radek Wagner David Čáp Čároví: Václav Beneš Petr Kotlík |

| 18. ledna 2023 17:30 | SK Horácká Slavia Třebíč | 3 : 4 PP (2:1, 1:1, 0:1 — 0:1) | LHK Jestřábi Prostějov | KHNP Arena, Třebíč Návštěvnost: 836 |  |

| Zpráva | |                             | |                                                                      |
| Pavel Jekel | Pavel Jekel | Brankáři                    | Josef Němeček | Rozhodčí: Tomáš Micka Lukáš Květoň Čároví: Henrich Kráľ Pavel Blažek |
| Jakub Malý (Antonín Bořuta, David Tureček) 08:55' Matěj Psota (Michal Furch, Martin Dočekal) 19:46' Radim Ferda (Antonín Bořuta) 24:20' | Jakub Malý (Antonín Bořuta, David Tureček) 08:55' Matěj Psota (Michal Furch, Martin Dočekal) 19:46' Radim Ferda (Antonín Bořuta) 24:20' | 1:0 1:1 2:1 3:1 3:2 3:3 3:4 | 10:29' Jan Veselý (Roman Vlach) 25:44' Vilém Burian (Aleš Poledna, Jakub Illéš) 57:57' Jan Slanina (David Ostřížek, Jan Bartko) 64:17' Aleš Poledna (Jakub Illéš, Tomáš Jandus) | Rozhodčí: Tomáš Micka Lukáš Květoň Čároví: Henrich Kráľ Pavel Blažek |
| 4 min | 4 min | Tresty                      | 8 min | Rozhodčí: Tomáš Micka Lukáš Květoň Čároví: Henrich Kráľ Pavel Blažek |
| 25 | 25 | Střely                      | 35 | Rozhodčí: Tomáš Micka Lukáš Květoň Čároví: Henrich Kráľ Pavel Blažek |

#### 4. čtvrtina
| 21. ledna 2023 15:00 | HC Slavia Praha | 1 : 2 (1:1, 0:1, 0:0) | SK Horácká Slavia Třebíč | Zimní stadion Eden, Praha Návštěvnost: 956 |  |

| Zpráva                                            |                                                   |             | |                                                                                 |
| Roman Málek                                       | Roman Málek                                       | Brankáři    | Pavel Jekel                                                                                          | Rozhodčí: Lukáš Bejček Michal Kostourek Čároví: Ondřej Kokrment František Pěkný |
| Tomáš Knotek (Matěj Chalupa, Edgars Kulda) 00:48' | Tomáš Knotek (Matěj Chalupa, Edgars Kulda) 00:48' | 1:0 1:1 2:1 | 08:24' Martin Dočekal (Matěj Psota, Ladislav Bittner) 32:37' Michal Vodný (Jakub Malý, Ivo Sedláček) | Rozhodčí: Lukáš Bejček Michal Kostourek Čároví: Ondřej Kokrment František Pěkný |
| 2 min                                             | 2 min                                             | Tresty      | 6 min                                                                                                | Rozhodčí: Lukáš Bejček Michal Kostourek Čároví: Ondřej Kokrment František Pěkný |
| 27                                                | 27                                                | Střely      | 18                                                                                                   | Rozhodčí: Lukáš Bejček Michal Kostourek Čároví: Ondřej Kokrment František Pěkný |

| 25. ledna 2023 17:30 | SK Horácká Slavia Třebíč | 2 : 0 (0:0, 1:0, 1:0) | HC ZUBR Přerov | KHNP Arena, Třebíč Návštěvnost: 985 |  |

| Zpráva | |          |                |                                                                        |
| Pavel Jekel                                                                                               | Pavel Jekel                                                                                               | Brankáři | Michal Postava | Rozhodčí: Tomáš Cabák Ondřej Šudoma Čároví: Ondřej Polák Roman Komínek |
| Michal Furch (Miroslav Holec, David Michálek) 28:39' Jakub Malý (Martin Dočekal, Ladislav Bittner) 59:12' | Michal Furch (Miroslav Holec, David Michálek) 28:39' Jakub Malý (Martin Dočekal, Ladislav Bittner) 59:12' | 1:0 2:0  |                | Rozhodčí: Tomáš Cabák Ondřej Šudoma Čároví: Ondřej Polák Roman Komínek |
| 8 min | 8 min | Tresty   | 14 min         | Rozhodčí: Tomáš Cabák Ondřej Šudoma Čároví: Ondřej Polák Roman Komínek |
| 33 | 33 | Střely   | 30             | Rozhodčí: Tomáš Cabák Ondřej Šudoma Čároví: Ondřej Polák Roman Komínek |

| 28. ledna 2023 17:00 | HC Frýdek-Místek | 2 : 4 (0:0, 1:0, 1:4) | SK Horácká Slavia Třebíč | Hala Polárka, Frýdek-Místek Návštěvnost: 807 |  |

| Zpráva                                                                                                  | |                         | |                                                                      |
| Patrik Švančara                                                                                         | Patrik Švančara                                                                                         | Brankáři                | Jan Mičán | Rozhodčí: Radek Wagner Jan Grygera Čároví: Jan Vašíček Ondřej Veselý |
| Alan Lyszczarczyk (Michal Hotěk, Daniel Vrdlovec) 30:45' Nico Geidl (Michal Ramik, David Homola) 49:32' | Alan Lyszczarczyk (Michal Hotěk, Daniel Vrdlovec) 30:45' Nico Geidl (Michal Ramik, David Homola) 49:32' | 1:0 2:0 2:1 2:2 2:3 2:4 | 54:38' Antonín Bořuta (Matěj Novák, Martin Dočekal) 55:53' Antonín Bořuta (Martin Dočekal, Ladislav Bittner) 59:07' Martin Dočekal 59:54' Jakub Malý (Vojtěch Šilhavý) | Rozhodčí: Radek Wagner Jan Grygera Čároví: Jan Vašíček Ondřej Veselý |
| 6 min                                                                                                   | 6 min                                                                                                   | Tresty                  | 8 min | Rozhodčí: Radek Wagner Jan Grygera Čároví: Jan Vašíček Ondřej Veselý |
| 25 | 25 | Střely                  | 33 | Rozhodčí: Radek Wagner Jan Grygera Čároví: Jan Vašíček Ondřej Veselý |

| 30. ledna 2023 17:30 | SK Horácká Slavia Třebíč | 5 : 6 SN (1:2, 2:1, 2:2 — 0:0 — 0:1) | SC Marimex Kolín | KHNP Arena, Třebíč Návštěvnost: 809 |  |

| Zpráva | |                                                                            | |                                                                    |
| Pavel Jekel (od 52. minuty Jan Mičán) | Pavel Jekel (od 52. minuty Jan Mičán) | Brankáři                                                                   | Jakub Soukup | Rozhodčí: Tomáš Zubzanda David Čáp Čároví: Roman Zídek Jakub Maňák |
| Matyáš Svoboda (Matěj Novák) 06:13' Radim Ferda (Lukáš Forman, Miroslav Holec) 33:47' Martin Dočekal (Ladislav Bittner) 35:32' Ladislav Bittner (Antonín Bořuta, Martin Dočekal) 57:52' Radim Ferda (David Michálek, Miroslav Holec) 59:51' Ladislav Bittner Matěj Novák Matěj Psota Matyáš Svoboda | Matyáš Svoboda (Matěj Novák) 06:13' Radim Ferda (Lukáš Forman, Miroslav Holec) 33:47' Martin Dočekal (Ladislav Bittner) 35:32' Ladislav Bittner (Antonín Bořuta, Martin Dočekal) 57:52' Radim Ferda (David Michálek, Miroslav Holec) 59:51' Ladislav Bittner Matěj Novák Matěj Psota Matyáš Svoboda | 1:0 1:1 1:2 2:2 3:2 3:3 3:4 3:5 4:5 5:5 Samostatné nájezdy 0:0 0:1 0:2 0:2 | 16:48' Jakub Sklenář (Štěpán Matějček, Kryštof Ouřada) 17:25' Zdeněk Čáp (Zdeněk Král) 37:04' Kryštof Ouřada (Štěpán Matějček) 44:29' Kryštof Ouřada (Vojtěch Síla, Štěpán Matějček) 51:16' Zdeněk Král (Jakub Sklenář) Kryštof Ouřada Jakub Sklenář Markus Korkiakoski | Rozhodčí: Tomáš Zubzanda David Čáp Čároví: Roman Zídek Jakub Maňák |
| 0 min | 0 min | Tresty                                                                     | 4 min | Rozhodčí: Tomáš Zubzanda David Čáp Čároví: Roman Zídek Jakub Maňák |
| 40 | 40 | Střely                                                                     | 23 | Rozhodčí: Tomáš Zubzanda David Čáp Čároví: Roman Zídek Jakub Maňák |

| 1. února 2023 18:00 | DRACI PARS ŠUMPERK | 3 : 2 PP (1:1, 1:1, 0:0 — 1:0) | SK Horácká Slavia Třebíč | Škoda Aréna, Šumperk Návštěvnost: 1 010 |  |

| Zpráva | |                     |                                                                                         |                                                                         |
| Petr Hamalčík | Petr Hamalčík | Brankáři            | Pavel Jekel                                                                             | Rozhodčí: Kamil Zavřel Tomáš Micka Čároví: Ondřej Kokrment Jan Kleprlík |
| Štěpán Dudycha (Lukáš Žalčík) 08:20' Lukáš Žalčík (Joshua James Mácha, David Bartoš) 33:16' Tomáš Drtil (Lukáš Žalčík) 63:44' | Štěpán Dudycha (Lukáš Žalčík) 08:20' Lukáš Žalčík (Joshua James Mácha, David Bartoš) 33:16' Tomáš Drtil (Lukáš Žalčík) 63:44' | 0:1 1:1 2:1 2:2 3:2 | 05:35' Martin Dočekal (Matěj Psota) 35:45' Matěj Psota (Daniel Poizl, Ladislav Bittner) | Rozhodčí: Kamil Zavřel Tomáš Micka Čároví: Ondřej Kokrment Jan Kleprlík |
| 8 min | 8 min | Tresty              | 8 min                                                                                   | Rozhodčí: Kamil Zavřel Tomáš Micka Čároví: Ondřej Kokrment Jan Kleprlík |
| 38 | 38 | Střely              | 33                                                                                      | Rozhodčí: Kamil Zavřel Tomáš Micka Čároví: Ondřej Kokrment Jan Kleprlík |

| 4. února 2023 17:30 | SK Horácká Slavia Třebíč | 3 : 1 (1:0, 1:0, 1:1) | HC Dynamo Pardubice B | KHNP Arena, Třebíč Návštěvnost: 1 086 |  |

| Zpráva | |                 |                                   |                                                                         |
| Pavel Jekel | Pavel Jekel | Brankáři        | Milan Klouček                     | Rozhodčí: Přemysl Skopal Tomáš Cabák Čároví: Aleš Roischel Pavel Blažek |
| Ladislav Bittner (Daniel Klímek, Antonín Bořuta) 10:30' Ladislav Bittner (Matěj Psota, David Tureček) 27:38' Matěj Psota (Martin Dočekal) 52:35' | Ladislav Bittner (Daniel Klímek, Antonín Bořuta) 10:30' Ladislav Bittner (Matěj Psota, David Tureček) 27:38' Matěj Psota (Martin Dočekal) 52:35' | 1:0 2:0 2:1 3:1 | 48:11' Tomáš Svoboda (Jan Hruška) | Rozhodčí: Přemysl Skopal Tomáš Cabák Čároví: Aleš Roischel Pavel Blažek |
| 6 min | 6 min | Tresty          | 10 min                            | Rozhodčí: Přemysl Skopal Tomáš Cabák Čároví: Aleš Roischel Pavel Blažek |
| 26 | 26 | Střely          | 35                                | Rozhodčí: Přemysl Skopal Tomáš Cabák Čároví: Aleš Roischel Pavel Blažek |

| 12. února 2023 15:30 | PSG Berani Zlín | 1 : 3 (0:1, 1:0, 0:2) | SK Horácká Slavia Třebíč | Zimní stadion Luďka Čajky, Zlín Návštěvnost: 2 521 |  |

| Zpráva                                             |                                                    |                 | |                                                                         |
| Daniel Huf                                         | Daniel Huf                                         | Brankáři        | Pavel Jekel | Rozhodčí: Michal Kostourek Jan Jaroš Čároví: Pavel Blažek Ondřej Veselý |
| Michal Gago (Bedřich Köhler, Zdeněk Sedlák) 28:02' | Michal Gago (Bedřich Köhler, Zdeněk Sedlák) 28:02' | 0:1 1:1 1:2 1:3 | 18:27' Daniel Poizl (Matyáš Svoboda, Matěj Novák) 42:40' Ladislav Bittner (Matěj Novák, Matyáš Svoboda) 52:43' Matěj Psota (Antonín Bořuta, Martin Dočekal) | Rozhodčí: Michal Kostourek Jan Jaroš Čároví: Pavel Blažek Ondřej Veselý |
| 4 min                                              | 4 min                                              | Tresty          | 8 min | Rozhodčí: Michal Kostourek Jan Jaroš Čároví: Pavel Blažek Ondřej Veselý |
| 27                                                 | 27                                                 | Střely          | 17 | Rozhodčí: Michal Kostourek Jan Jaroš Čároví: Pavel Blažek Ondřej Veselý |

| 15. února 2023 17:30 | SK Horácká Slavia Třebíč | 5 : 3 (1:1, 1:0, 3:2) | HC RT TORAX Poruba 2011 | KHNP Arena, Třebíč Návštěvnost: 1 312 |  |

| Zpráva | |                                 | |                                                                        |
| Pavel Jekel | Pavel Jekel | Brankáři                        | Ondřej Bláha | Rozhodčí: Lukáš Bejček Luděk Pilný Čároví: Milan Štofa František Pěkný |
| Tomáš Pšenička (David Michálek, Ivo Sedláček) 14:03' Martin Dočekal (Ladislav Bittner, Matěj Psota) 23:52' David Michálek (Ivo Sedláček, Daniel Poizl) 42:37' Matěj Psota (Ladislav Bittner) 43:25' Martin Dočekal (Michal Vodný, Ladislav Bittner, do prázdné branky) 58:24' | Tomáš Pšenička (David Michálek, Ivo Sedláček) 14:03' Martin Dočekal (Ladislav Bittner, Matěj Psota) 23:52' David Michálek (Ivo Sedláček, Daniel Poizl) 42:37' Matěj Psota (Ladislav Bittner) 43:25' Martin Dočekal (Michal Vodný, Ladislav Bittner, do prázdné branky) 58:24' | 0:1 1:1 2:1 2:2 3:2 4:2 4:3 5:3 | 08:05' Jakub Šlahař (Vojtěch Střondala, Dominik Hrníčko) 41:50' Dominik Hrníčko (Vojtěch Střondala, Patrik Urbanec) 57:41' Jakub Šlahař (Vojtěch Střondala, Jan Dufek) | Rozhodčí: Lukáš Bejček Luděk Pilný Čároví: Milan Štofa František Pěkný |
| 15 min | 15 min | Tresty                          | 21 min | Rozhodčí: Lukáš Bejček Luděk Pilný Čároví: Milan Štofa František Pěkný |
| 29 | 29 | Střely                          | 39 | Rozhodčí: Lukáš Bejček Luděk Pilný Čároví: Milan Štofa František Pěkný |

| 18. února 2023 16:30 | HC Dukla Jihlava | 2 : 3 SN (1:0, 1:1, 0:1 — 0:0 — 0:1) | SK Horácká Slavia Třebíč | Zimní stadion Pelhřimov, Pelhřimov Návštěvnost: 1 458 |  |

| Zpráva | |                                                | |                                                                  |
| Adam Beran | Adam Beran | Brankáři                                       | Pavel Jekel | Rozhodčí: Jan Hucl Lukáš Květoň Čároví: Petr Kotlík Henrich Kráľ |
| Otakar Šik (Patrik Miškář, Fabien Kočí) 07:10' Otakar Šik (Tomáš Chlubna) 31:14' Radek Pořízek Tomáš Havránek Otakar Šik | Otakar Šik (Patrik Miškář, Fabien Kočí) 07:10' Otakar Šik (Tomáš Chlubna) 31:14' Radek Pořízek Tomáš Havránek Otakar Šik | 1:0 2:0 2:1 2:2 Samostatné nájezdy 1:0 1:1 1:2 | 33:50' Martin Dočekal (Michal Vodný, Antonín Bořuta) 45:59' Antonín Bořuta (David Michálek) Lukáš Forman Daniel Klímek Matěj Novák | Rozhodčí: Jan Hucl Lukáš Květoň Čároví: Petr Kotlík Henrich Kráľ |
| 10 min | 10 min | Tresty                                         | 12 min | Rozhodčí: Jan Hucl Lukáš Květoň Čároví: Petr Kotlík Henrich Kráľ |
| 29 | 29 | Střely                                         | 27 | Rozhodčí: Jan Hucl Lukáš Květoň Čároví: Petr Kotlík Henrich Kráľ |

| 22. února 2023 17:30 | SK Horácká Slavia Třebíč | 3 : 1 (0:0, 2:0, 1:1) | HC Baník Sokolov | KHNP Arena, Třebíč Návštěvnost: 1 023 |  |

| Zpráva | |                 |                                                        |                                                                        |
| Pavel Jekel | Pavel Jekel | Brankáři        | Oldřich Cichoň                                         | Rozhodčí: Tomáš Zubzanda Tomáš Mejzlík Čároví: Jan Vašíček Jiří Roupec |
| Ladislav Bittner (Michal Vodný, Antonín Bořuta) 20:44' David Michálek (Michal Furch, Michal Vodný) 26:12' Martin Dočekal (David Michálek, do prázdné branky) 59:51' | Ladislav Bittner (Michal Vodný, Antonín Bořuta) 20:44' David Michálek (Michal Furch, Michal Vodný) 26:12' Martin Dočekal (David Michálek, do prázdné branky) 59:51' | 1:0 2:0 2:1 3:1 | 44:10' Štěpán Csamango (Martin Osmík, Stanislav Vrhel) | Rozhodčí: Tomáš Zubzanda Tomáš Mejzlík Čároví: Jan Vašíček Jiří Roupec |
| 2 min | 2 min | Tresty          | 8 min                                                  | Rozhodčí: Tomáš Zubzanda Tomáš Mejzlík Čároví: Jan Vašíček Jiří Roupec |
| 22 | 22 | Střely          | 17                                                     | Rozhodčí: Tomáš Zubzanda Tomáš Mejzlík Čároví: Jan Vašíček Jiří Roupec |

| 25. února 2023 17:00 | VHK ROBE Vsetín | 3 : 4 PP (1:1, 1:0, 1:2 — 0:1) | SK Horácká Slavia Třebíč | Na Lapači, Vsetín Návštěvnost: 2 681 |  |

| Zpráva | |                             | |                                                                         |
| Maksim Zhukov | Maksim Zhukov | Brankáři                    | Pavel Jekel | Rozhodčí: Přemysl Skopal Tomáš Cabák Čároví: Aleš Roischel Pavel Blažek |
| Riku Sihvonen (Ondřej Smetana, Daniels Berzinš) 10:51' Miroslav Holec (Luboš Rob, Šimon Jenáček) 27:47' Luboš Rob (Miroslav Holec, Daniels Berzinš) 45:35' | Riku Sihvonen (Ondřej Smetana, Daniels Berzinš) 10:51' Miroslav Holec (Luboš Rob, Šimon Jenáček) 27:47' Luboš Rob (Miroslav Holec, Daniels Berzinš) 45:35' | 1:0 1:1 2:1 3:1 3:2 3:3 3:4 | 19:52' Ladislav Bittner (Martin Dočekal, Michal Furch) 53:31' Jakub Malý (Matyáš Svoboda, Daniel Klímek) 56:12' Michal Vodný (David Michálek, Lukáš Forman) 62:48' Ladislav Bittner (Martin Dočekal) | Rozhodčí: Přemysl Skopal Tomáš Cabák Čároví: Aleš Roischel Pavel Blažek |
| 0 min | 0 min | Tresty                      | 4 min | Rozhodčí: Přemysl Skopal Tomáš Cabák Čároví: Aleš Roischel Pavel Blažek |
| 20 | 20 | Střely                      | 33 | Rozhodčí: Přemysl Skopal Tomáš Cabák Čároví: Aleš Roischel Pavel Blažek |

| 27. února 2023 17:30 | SK Horácká Slavia Třebíč | 0 : 4 (0:1, 0:2, 0:1) | HC Stadion Litoměřice | KHNP Arena, Třebíč Návštěvnost: 1 212 |  |

| Zpráva    |           |                 | |                                                                       |
| Jan Mičán | Jan Mičán | Brankáři        | Tomáš Král | Rozhodčí: Lukáš Bejček Ondřej Šudoma Čároví: Roman Zídek David Otáhal |
|           |           | 0:1 0:2 0:3 0:4 | 07:15' Přemysl Svoboda (Jakub Černohorský, Lukáš Válek) 30:06' Josef Koláček (Lukáš Válek, Přemysl Svoboda) 34:38' Ondřej Procházka (Filip Kuťák) 44:40' Tomáš Guman (Filip Kuťák, Jan Výtisk) | Rozhodčí: Lukáš Bejček Ondřej Šudoma Čároví: Roman Zídek David Otáhal |
| 8 min     | 8 min     | Tresty          | 4 min | Rozhodčí: Lukáš Bejček Ondřej Šudoma Čároví: Roman Zídek David Otáhal |
| 37        | 37        | Střely          | 27 | Rozhodčí: Lukáš Bejček Ondřej Šudoma Čároví: Roman Zídek David Otáhal |

| 1. března 2023 18:00 | LHK Jestřábi Prostějov | 6 : 2 (1:0, 2:2, 3:0) | SK Horácká Slavia Třebíč | Zimní stadion Prostějov, Prostějov Návštěvnost: 725 |  |

| Zpráva | |                                 |                                                                                         |                                                                            |
| Josef Němeček | Josef Němeček | Brankáři                        | Pavel Jekel (od 48. minuty Jan Mičán                                                    | Rozhodčí: Michal Kostourek Luděk Pilný Čároví: Aleš Roischel Petr Maštalíř |
| Jan Bartko (Jakub Illéš, Petr Hašek) 03:25' Martin Pěnčík (Matouš Venkrbec, Jan Maruna) 25:13' Jakub Illéš (Roman Vlach, Jan Maruna) 25:13' Petr Hašek (Jakub Illéš, Jan Bartko) 45:28' Matouš Venkrbec (Jan Maruna, Jakub Hamšík) 47:55' Jan Maruna (Jan Slanina, Josef Němeček) 54:25' | Jan Bartko (Jakub Illéš, Petr Hašek) 03:25' Martin Pěnčík (Matouš Venkrbec, Jan Maruna) 25:13' Jakub Illéš (Roman Vlach, Jan Maruna) 25:13' Petr Hašek (Jakub Illéš, Jan Bartko) 45:28' Matouš Venkrbec (Jan Maruna, Jakub Hamšík) 47:55' Jan Maruna (Jan Slanina, Josef Němeček) 54:25' | 1:0 1:1 2:1 3:1 3:2 4:2 5:2 6:2 | 20:36' Michal Furch (Ladislav Bittner, Matěj Psota) 32:56' Ivo Sedláček (Daniel Klímek) | Rozhodčí: Michal Kostourek Luděk Pilný Čároví: Aleš Roischel Petr Maštalíř |
| 6 min | 6 min | Tresty                          | 10 min                                                                                  | Rozhodčí: Michal Kostourek Luděk Pilný Čároví: Aleš Roischel Petr Maštalíř |
| 21 | 21 | Střely                          | 26                                                                                      | Rozhodčí: Michal Kostourek Luděk Pilný Čároví: Aleš Roischel Petr Maštalíř |

### Play-off

#### Čtvrtfinále
| 8. března 2023 17:30 | SK Horácká Slavia Třebíč | 1 : 2 PP (0:1, 0:0, 1:0 — 0:1) | HC ZUBR Přerov | KHNP Arena, Třebíč Návštěvnost: 2 213 |  |

| Report                             |                                    |             |                                                                              |                                                                       |
| Pavel Jekel                        | Pavel Jekel                        | Brankáři    | Michal Postava                                                               | Rozhodčí: Roman Svoboda Jan Hucl Čároví: Štefan Belko Ondřej Kokrment |
| Matyáš Svoboda (Jakub Malý) 49:53' | Matyáš Svoboda (Jakub Malý) 49:53' | 0:1 1:1 1:2 | 06:50' František Hrdinka (David Březina) 67:30' Daniel Indrák (Robert Černý) | Rozhodčí: Roman Svoboda Jan Hucl Čároví: Štefan Belko Ondřej Kokrment |
| 6 min                              | 6 min                              | Tresty      | 14 min                                                                       | Rozhodčí: Roman Svoboda Jan Hucl Čároví: Štefan Belko Ondřej Kokrment |
| 35                                 | 35                                 | Střely      | 27                                                                           | Rozhodčí: Roman Svoboda Jan Hucl Čároví: Štefan Belko Ondřej Kokrment |

| 9. března 2023 17:30 | SK Horácká Slavia Třebíč | 3 : 1 (2:0, 1:0, 0:1) | HC ZUBR Přerov | KHNP Arena, Třebíč Návštěvnost: 2 204 |  |

| Report | |                 |                                                        |                                                                          |
| Pavel Jekel | Pavel Jekel | Brankáři        | Michal Postava                                         | Rozhodčí: Lukáš Bejček Tomáš Cabák Čároví: Václav Hanzlík Ondřej Bohuněk |
| Martin Dočekal (Ladislav Bittner, Lukáš Forman) 11:03' Martin Dočekal (Michal Vodný, Antonín Bořuta) 13:54' Jakub Malý (Lukáš Forman, Daniel Klímek) 30:50' | Martin Dočekal (Ladislav Bittner, Lukáš Forman) 11:03' Martin Dočekal (Michal Vodný, Antonín Bořuta) 13:54' Jakub Malý (Lukáš Forman, Daniel Klímek) 30:50' | 1:0 2:0 3:0 3:1 | 54:01' Tomáš Doležal (František Hrdinka, Robert Černý) | Rozhodčí: Lukáš Bejček Tomáš Cabák Čároví: Václav Hanzlík Ondřej Bohuněk |
| 13 min | 13 min | Tresty          | 21 min                                                 | Rozhodčí: Lukáš Bejček Tomáš Cabák Čároví: Václav Hanzlík Ondřej Bohuněk |
| 57 | 57 | Střely          | 19                                                     | Rozhodčí: Lukáš Bejček Tomáš Cabák Čároví: Václav Hanzlík Ondřej Bohuněk |

| 12. března 2023 17:00 | HC ZUBR Přerov | 1 : 2 (0:0, 0:2, 1:0) | SK Horácká Slavia Třebíč | Meo Aréna, Přerov Návštěvnost: 1 913 |  |

| Report                                   |                                          |             |                                                                                             |                                                                                 |
| Michal Postava                           | Michal Postava                           | Brankáři    | Pavel Jekel                                                                                 | Rozhodčí: Miroslav Petružálek Radek Wagner Čároví: Václav Beneš Ondřej Kokrment |
| David Březina (František Hrdinka) 55:05' | David Březina (František Hrdinka) 55:05' | 0:1 0:2 1:2 | 36:41' Daniel Klímek (David Tureček) 38:40' Michal Vodný (Ladislav Bittner, Antonín Bořuta) | Rozhodčí: Miroslav Petružálek Radek Wagner Čároví: Václav Beneš Ondřej Kokrment |
| 6 min                                    | 6 min                                    | Tresty      | 4 min                                                                                       | Rozhodčí: Miroslav Petružálek Radek Wagner Čároví: Václav Beneš Ondřej Kokrment |
| 21                                       | 21                                       | Střely      | 24                                                                                          | Rozhodčí: Miroslav Petružálek Radek Wagner Čároví: Václav Beneš Ondřej Kokrment |

| 13. března 2023 18:00 | HC ZUBR Přerov | 2 : 3 SN (0:0, 0:1, 2:1 — 0:0 — 0:1) | SK Horácká Slavia Třebíč | Meo Aréna, Přerov Návštěvnost: 1 732 |  |

| Report | |                                                | |                                                                    |
| Michal Postava | Michal Postava | Brankáři                                       | Pavel Jekel                                                                                                   | Rozhodčí: Jan Hucl Roman Svoboda Čároví: Pavel Blažek Ondřej Polák |
| Robert Černý (František Hrdinka) 48:20' Daniel Indrák (Jiří Krisl, Antonín Pechanec) 52:43' Antonín Pechanec Daniel Indrák Tomáš Doležal David Březina | Robert Černý (František Hrdinka) 48:20' Daniel Indrák (Jiří Krisl, Antonín Pechanec) 52:43' Antonín Pechanec Daniel Indrák Tomáš Doležal David Březina | 0:1 1:1 2:1 2:2 Samostatné nájezdy 0:1 0:2 0:2 | 25:15' Michal Vodný (Jakub Malý) 57:53' David Michálek Lukáš Forman Michal Vodný Daniel Klímek Matyáš Svoboda | Rozhodčí: Jan Hucl Roman Svoboda Čároví: Pavel Blažek Ondřej Polák |
| 16 min | 16 min | Tresty                                         | 20 min | Rozhodčí: Jan Hucl Roman Svoboda Čároví: Pavel Blažek Ondřej Polák |
| 52 | 52 | Střely                                         | 41 | Rozhodčí: Jan Hucl Roman Svoboda Čároví: Pavel Blažek Ondřej Polák |

#### Semifinále
| 18. března 2023 17:30 | SK Horácká Slavia Třebíč | 3 : 4 (0:2, 1:2, 2:0) | PSG Berani Zlín | KHNP Arena, Třebíč Návštěvnost: 3 328 |  |

| Report | |                             | |                                                                         |
| Pavel Jekel | Pavel Jekel | Brankáři                    | Daniel Huf | Rozhodčí: Lukáš Bejček Michal Kostourek Čároví: Milan Štofa David Thuma |
| Matěj Novák (Ladislav Bittner, Antonín Bořuta) 33:54' Matyáš Svoboda (Lukáš Forman, Daniel Klímek) 48:00' Martin Dočekal (David Michálek) 58:51' | Matěj Novák (Ladislav Bittner, Antonín Bořuta) 33:54' Matyáš Svoboda (Lukáš Forman, Daniel Klímek) 48:00' Martin Dočekal (David Michálek) 58:51' | 0:1 0:2 0:3 1:3 1:4 2:4 3:4 | 05:17' Zdeněk Sedlák (Dominik Luža) 18:49' Dominik Luža (Pavel Kubiš) 27:44' Petr Mrázek (Denis Kindl, Petr Kratochvíl) 37:22' Petr Kratochvíl (Petr Mrázek, Denis Kindl) | Rozhodčí: Lukáš Bejček Michal Kostourek Čároví: Milan Štofa David Thuma |
| 0 min | 0 min | Tresty                      | 10 min | Rozhodčí: Lukáš Bejček Michal Kostourek Čároví: Milan Štofa David Thuma |
| 35 | 35 | Střely                      | 20 | Rozhodčí: Lukáš Bejček Michal Kostourek Čároví: Milan Štofa David Thuma |

| 19. března 2023 17:30 | SK Horácká Slavia Třebíč | 4 : 2 (1:0, 2:1, 1:1) | PSG Berani Zlín | KHNP Arena, Třebíč Návštěvnost: 3 111 |  |

| Report | |                         |                                                                         |                                                                            |
| Pavel Jekel | Pavel Jekel | Brankáři                | Daniel Huf                                                              | Rozhodčí: Miroslav Petružálek Jan Hucl Čároví: Milan Jindra Stanislav Hnát |
| Martin Dočekal (Matěj Novák, Antonín Bořuta) 05:43' Matěj Novák (Matěj Psota, Ladislav Bittner) 26:11' Vojtěch Šilhavý (Ivo Sedláček) 27:33' Jakub Malý (David Tureček, Daniel Klímek) 47:54' | Martin Dočekal (Matěj Novák, Antonín Bořuta) 05:43' Matěj Novák (Matěj Psota, Ladislav Bittner) 26:11' Vojtěch Šilhavý (Ivo Sedláček) 27:33' Jakub Malý (David Tureček, Daniel Klímek) 47:54' | 1:0 2:0 3:0 3:1 4:1 4:2 | 36:56' Darek Hejcman 55:31' Daniel Gazda (Petr Mrázek, Petr Kratochvíl) | Rozhodčí: Miroslav Petružálek Jan Hucl Čároví: Milan Jindra Stanislav Hnát |
| 14 min | 14 min | Tresty                  | 20 min                                                                  | Rozhodčí: Miroslav Petružálek Jan Hucl Čároví: Milan Jindra Stanislav Hnát |
| 33 | 33 | Střely                  | 28                                                                      | Rozhodčí: Miroslav Petružálek Jan Hucl Čároví: Milan Jindra Stanislav Hnát |

| 22. března 2023 17:30 | PSG Berani Zlín | 2 : 1 (1:0, 0:0, 1:1) | SK Horácká Slavia Třebíč | Zimní stadion Luďka Čajky, Zlín Návštěvnost: 4 895 |  |

| Report                                                                                           |                                                                                                  |             |                                                    |                                                                          |
| Daniel Huf                                                                                       | Daniel Huf                                                                                       | Brankáři    | Pavel Jekel                                        | Rozhodčí: Radek Wagner Tomáš Veselý Čároví: Petr Maštalíř Ondřej Bohuněk |
| Dominik Luža (Martin Novotný, Petr Mrázek) 03:54' Martin Lang (Daniel Gazda, Denis Kindl) 59:51' | Dominik Luža (Martin Novotný, Petr Mrázek) 03:54' Martin Lang (Daniel Gazda, Denis Kindl) 59:51' | 1:0 1:1 2:1 | 40:33' Radim Ferda (David Michálek, David Tureček) | Rozhodčí: Radek Wagner Tomáš Veselý Čároví: Petr Maštalíř Ondřej Bohuněk |
| 6 min                                                                                            | 6 min                                                                                            | Tresty      | 6 min                                              | Rozhodčí: Radek Wagner Tomáš Veselý Čároví: Petr Maštalíř Ondřej Bohuněk |
| 24                                                                                               | 24                                                                                               | Střely      | 24                                                 | Rozhodčí: Radek Wagner Tomáš Veselý Čároví: Petr Maštalíř Ondřej Bohuněk |

| 23. března 2023 17:30 | PSG Berani Zlín | 3 : 2 SN (0:1, 0:0, 2:1 — 0:0 — 1:0) | SK Horácká Slavia Třebíč | Zimní stadion Luďka Čajky, Zlín Návštěvnost: 4 913 |  |

| Report | |                                            | |                                                                         |
| Daniel Huf | Daniel Huf | Brankáři                                   | Pavel Jekel | Rozhodčí: Miroslav Petružálek Jan Hucl Čároví: David Otáhal Petr Kotlík |
| Denis Kindl (Martin Novotný, Petr Kratochvíl) 49:09' Jakub Husa (Petr Kratochvíl, Bedřich Köhler) 58:19' Petr Mrázek Jiří Suhrada Tomáš Pospíšil Petr Kratochvíl Zdeněk Sedlák | Denis Kindl (Martin Novotný, Petr Kratochvíl) 49:09' Jakub Husa (Petr Kratochvíl, Bedřich Köhler) 58:19' Petr Mrázek Jiří Suhrada Tomáš Pospíšil Petr Kratochvíl Zdeněk Sedlák | 0:1 1:1 1:2 2:2 Samostatné nájezdy 0:0 1:0 | 14:18' Ladislav Bittner (Antonín Bořuta, Martin Dočekal) 52:20' Radim Ferda (Jakub Malý) Lukáš Forman Matěj Novák Matyáš Svoboda Daniel Klímek Jakub Malý | Rozhodčí: Miroslav Petružálek Jan Hucl Čároví: David Otáhal Petr Kotlík |
| 12 min | 12 min | Tresty                                     | 14 min | Rozhodčí: Miroslav Petružálek Jan Hucl Čároví: David Otáhal Petr Kotlík |
| 52 | 52 | Střely                                     | 31 | Rozhodčí: Miroslav Petružálek Jan Hucl Čároví: David Otáhal Petr Kotlík |

| 25. března 2023 17:30 | SK Horácká Slavia Třebíč | 1 : 2 (0:2, 1:0, 0:0) | PSG Berani Zlín | KHNP Arena, Třebíč Návštěvnost: 3 535 |  |

| Report                                                |                                                       |             |                                                                      |                                                                                  |
| Pavel Jekel                                           | Pavel Jekel                                           | Brankáři    | Daniel Huf                                                           | Rozhodčí: Radek Wagner Miroslav Petružálek Čároví: Ondřej Bohuněk Stanislav Hnát |
| Matěj Psota (Martin Dočekal, Ladislav Bittner) 36:50' | Matěj Psota (Martin Dočekal, Ladislav Bittner) 36:50' | 0:1 0:2 1:2 | 05:52' Šimon Frömel (Zdeněk Sedlák, Jiří Suhrada) 13:37' Denis Kindl | Rozhodčí: Radek Wagner Miroslav Petružálek Čároví: Ondřej Bohuněk Stanislav Hnát |
| 33 min                                                | 33 min                                                | Tresty      | 20 min                                                               | Rozhodčí: Radek Wagner Miroslav Petružálek Čároví: Ondřej Bohuněk Stanislav Hnát |
| 38                                                    | 38                                                    | Střely      | 19                                                                   | Rozhodčí: Radek Wagner Miroslav Petružálek Čároví: Ondřej Bohuněk Stanislav Hnát |

## Statistiky základní části

### Kanadské bodování
Toto je konečné pořadí hráčů Třebíče podle dosažených bodů. Za jeden vstřelený gól nebo přihrávku na gól hráč získal jeden bod.
| Poř. | Hráč             | Z. | G  | A  | B  | TM | +/- |
| ---- | ---------------- | -- | -- | -- | -- | -- | --- |
| 1.   | Martin Dočekal   | 52 | 27 | 31 | 58 | 12 | +16 |
| 2.   | Ladislav Bittner | 52 | 24 | 21 | 45 | 24 | +13 |
| 3.   | Matěj Psota      | 46 | 20 | 18 | 38 | 14 | +6  |
| 4.   | Antonín Bořuta   | 47 | 6  | 30 | 36 | 22 | +20 |
| 5.   | Michal Vodný     | 45 | 5  | 28 | 33 | 14 | +3  |
| 6.   | Miroslav Holec   | 41 | 10 | 13 | 23 | 12 | -4  |
| 7.   | David Michálek   | 49 | 9  | 11 | 20 | 40 | -5  |
| 8.   | Radim Ferda      | 49 | 6  | 9  | 15 | 36 | -3  |
| 9.   | Lukáš Forman     | 50 | 2  | 11 | 13 | 22 | -18 |
| 10.  | Jakub Malý       | 31 | 6  | 4  | 10 | 8  | -8  |

### Hodnocení brankářů
Toto je konečné pořadí brankářů Třebíče.
| Poř. | Hráč        | Z. | MIN  | OG | PZ   | PS   | POG  | Úsp%  | N |
| ---- | ----------- | -- | ---- | -- | ---- | ---- | ---- | ----- | - |
| 1.   | Pavel Jekel | 44 | 2479 | 87 | 1083 | 1170 | 2.11 | 92.56 | 5 |
| 2.   | Jan Mičán   | 15 | 678  | 28 | 300  | 328  | 2.48 | 91.46 | 0 |

## Statistiky play-off

### Kanadské bodování
Toto je průběžné pořadí hráčů Třebíče podle dosažených bodů. Za jeden vstřelený gól nebo přihrávku na gól hráč získal jeden bod.
| Poř. | Hráč             | Z. | G | A | B | TM | +/- |
| ---- | ---------------- | -- | - | - | - | -- | --- |
| 1.   | Martin Dočekal   | 7  | 4 | 2 | 6 | 4  | -2  |
| 2.   | Ladislav Bittner | 9  | 1 | 5 | 6 | 6  | -1  |
| 3.   | Jakub Malý       | 9  | 2 | 3 | 5 | 2  | +3  |
| 4.   | Antonín Bořuta   | 9  | 0 | 5 | 5 | 6  | 0   |
| 5.   | Michal Vodný     | 6  | 2 | 2 | 4 | 2  | +1  |
| 6.   | Daniel Klímek    | 9  | 1 | 3 | 4 | 4  | 0   |
| 7.   | Matěj Novák      | 9  | 2 | 1 | 3 | 8  | +1  |
| 8.   | David Michálek   | 9  | 1 | 2 | 3 | 4  | 0   |
| 9.   | Lukáš Forman     | 9  | 0 | 3 | 3 | 2  | +3  |
| 9.   | David Tureček    | 9  | 0 | 3 | 3 | 6  | +1  |

### Hodnocení brankářů
Toto je konečné pořadí brankářů Třebíče.
| Poř. | Hráč        | Z. | MIN | OG | PZ  | PS  | POG  | Úsp%  | N |
| ---- | ----------- | -- | --- | -- | --- | --- | ---- | ----- | - |
| 1.   | Pavel Jekel | 9  | 585 | 18 | 238 | 256 | 1.85 | 92.97 | 0 |